# Kalām-Kritik
Kalām-Kritik stellt die Argumentationsformen und Konzepte des Kalām aus islamisch-religiöser Sicht beziehungsweise philosophischer Sicht grundsätzlich in Frage. An Fiqh und Hadith orientierte islamische Gelehrte begegneten dem Kalām schon seit seinen Anfängen im 8. und 9. Jahrhundert mit Ablehnung und verboten die Beschäftigung mit ihm. Von asch-Schāfiʿī (gest. 822), Ahmad ibn Hanbal (gest. 856), dem Kreis um Abū Hanīfa und verschiedenen schiitischen Imam sind zahlreiche missbilligende Aussprüche zum Kalām überliefert. Unter dem Eindruck dieser Aussprüche wurde der Kalām Ende des 9. Jahrhunderts zeitweise im Abbasidenreich verboten. Traditionalistisch ausgerichtete Gelehrte polemisierten weiter gegen den Kalām und verfassten dazu wie Abū ʿAbd ar-Rahmān as-Sulamī (gest. 1021), ʿAbdallāh al-Ansārī (gest. 1089) und  Ibn Qudāma al-Maqdisī (gest. 1223) eigene Werke. Deswegen sahen sich die Anhänger des Kalām vor die Notwendigkeit gestellt, den Kalām zu verteidigen. Sie versuchten die Kalām-Gegner zu diskreditieren und die ablehnenden Aussagen der Rechtsschulengründer zum Kalām zu relativieren. Eine vermittelnde Position zwischen Kalām-Gegnern und Kalām-Befürwortern nahm al-Ghazālī ein. Er vertrat die Auffassung, dass im Kalām sowohl Nutzen, als auch Schaden liege und man deshalb in dieser Wissenschaft nicht die Allgemeinheit, sondern nur eine kleine Anzahl von Personen ausbilden solle, damit diese den sunnitischen Glauben argumentativ gegen ketzerische Lehren verteidigen könnten. 
Neben der traditionalistischen gab es auch eine philosophische Kritik am Kalām. Philosophen wie al-Fārābī (gest. 950), Averroes (gest. 1198) und Maimonides (gest. 1204) übten Kritik am Vernunftbegriff des Kalām sowie an der mangelnden Beweiskraft der Kalām-Argumente. Eine Gemeinsamkeit von Traditionalisten und Philosophen bei ihrer Kalām-Kritik war, dass sie beide auch an der Geisteshaltung der Mutakallimūn Anstoß nahmen. Kalām-kritische Positionen sind bis heute bei Teilen der muslimischen Gelehrsamkeit verbreitet. Dadurch kam eine Debatte über die Bewertung des Kalām in Gang, die bis ins 20. Jahrhundert andauerte. Einer der schärfsten modernen Kritiker des Kalām war der tatarische Gelehrte Musa Bigiyef (gest. 1949). Er griff in seinen Polemiken gegen den Kalām Elemente sowohl der traditionalistischen als auch der philosophischen Kalām-Kritik auf.

## Traditionalistische Kalām-Missbilligung bis zum 12. Jahrhundert

### Gelehrte des 8. und 9. Jahrhunderts
Noch vor der Herausbildung der verschiedenen Rechtsschulen wurde der Kalām von Gelehrten wie al-Auzāʿī (gest. 774), Sufyān ath-Thaurī (gest. 778) und ʿAbdallāh ibn al-Mubārak (gest. 794), kritisiert. ʿAbdallāh ibn al-Mubārak betrachtete dabei diejenigen, die Kalām betrieben, als zanādiqa (sing. zindīq). So soll er gesagt haben: „Derjenige, der sich dem Kalām widmet, wird zum Zindīq.“ Der Begriff zindīq wurde in frühabbasidischer Zeit für Anhänger des Manichäismus und anderer dualistischer Religionen sowie auch für Anhänger materialistischer Weltanschauungen verwendet.
Von al-Laith ibn Saʿd (gest. 791), dem wichtigsten Rechtsgelehrten Ägyptens in der zweiten Hälfte des 8. Jahrhunderts, wird der Ausspruch überliefert: „Wenn Du jemanden von den Kalām-Leuten über das Wasser laufen sehen solltest, trau ihm nicht.“ Asch-Schāfiʿī (gest. 822) soll diesen Ausspruch mit den Worten kommentiert haben: „Er hat zu kurz gegriffen. Wenn Du ihn durch die Luft gehen siehst, trau ihm nicht.“
Ein weiterer Traditionsgelehrter, der sich gegen den Kalām wandte, war ʿAbd ar-Rahmān ibn Mahdī (gest. 814). Auch er meinte, dass derjenige, der sich mit Kalām befasst, am Ende beim Zindīqentum lande. Als man ihm erzählte, dass jemand zur Widerlegung eines anderen ein Buch zur Sunna verfasst habe, wollte er wissen, ob die Widerlegung „mit dem Buch Gottes und der Sunna des Propheten“ erfolgt sei. Als der andere antwortete, dass sie mit Kalām erfolgt sei, antwortete ʿAbd ar-Rahmān, dass er dann „Nichtiges mit Nichtigem widerlegt habe“ (radda bāṭilan bi-bāṭil).

#### Der Kreis um Abū Hanīfa
Auf Ablehnung stieß der Kalām auch im Kreis um Abū Hanīfa (gest. 767). Nach einem Bericht, der auf asch-Schaibānī (gest. 805) zurückgeführt wird, ermunterte Abū Hanīfa seine Gefährten zur Beschäftigung mit dem Fiqh und verbot ihnen den Kalām. Seinen Schüler Abū Yūsuf (gest. 798) soll Abū Hanīfa ermahnt haben: „Hüte Dich davor, zu der Volksmenge über die Grundlagen der Religion wie den Kalām zu sprechen.“ Spätere hanafitische Autoren überliefern, dass Abū Hanīfa ursprünglich selbst Kalām betrieben hatte, seinem Sohn Hammād die Beschäftigung damit aber untersagte. Dies soll er damit begründet haben, dass im Gegensatz zu seiner eigenen Generation die junge Generation den Kalām mit dem Ziel betreibe, den Gesprächspartner zu versehentlichen blasphemischen Aussagen zu bringen. Wer aber wolle, dass sein Gesprächspartner zum Ungläubigen werde, werde schon vorher selbst zu einem Ungläubigen.
Die Hanafiten Zentralasiens überlieferten von Abū Yūsuf die Aussage, dass das Gebet hinter einem Mutakallim nicht zulässig sei, „auch wenn er die Wahrheit spricht“ (wa-in takallama bi-l-ḥaqq), weil der Kalām eine unzulässige Neuerung und das Gebet hinter einem Neuerer nicht zulässig sei. Weitere Aussprüche, die von Abū Yūsuf überliefert werden, lauten: „Wer nach der Religion mit dem Kalām strebt, betreibt Freigeisterei“ (man ṭalaba d-dīn bi-l-kalām tazandaqa). und: „Das Wissen um den Streit und den Kalām ist eigentlich Unwissen und das Unwissen um den Streit und den Kalām ist eigentlich Wissen“ (al-ʿilm bi-l-ḫuṣūma wa-l-kalām ǧahl wa-l-ǧahl bi-l-ḫuṣūma wa-l-kalām ʿilm). Nach hanafitischer Überlieferung hat Abū Yūsuf letzteren Ausspruch seinem Schüler, dem Murdschiiten Bischr al-Marīsī, entgegengehalten.

#### Asch-Schāfiʿī
Besonders viele Kalām-kritische Aussagen werden von asch-Schāfiʿī (gest. 822) überliefert:
- Nach einem Streitgespräch mit dem ägyptischen Mutakallim Hafs al-Fard soll asch-Schāfiʿī zu seinem Schüler Yūnus ibn ʿAbd al-Aʿlā (gest. 877) gesagt haben: „Bei Gott, ich habe von den Leuten des Kalām etwas gehört, das ich niemals vermutet hätte. Durch alle Handlungen heimgesucht zu werden, die Gott verboten hat – mit Ausnahme des Schirk, ist für den Menschen immer noch besser als der Kalām.“[16]
- In dem Kreis von Ibn Abī Hātim ar-Rāzī überlieferte man, dass asch-Schāfiʿī gesagt hatte: „Wenn ich gewollt hätte, hätte ich gegen jeden Vertreter einer anderen Position ein großes Buch verfasst, aber der Kalām ist nicht meine Sache, und ich möchte nicht, dass mir etwas davon zur Last gelegt wird.“[17]
- Fachr ad-Dīn ar-Rāzī überlieferte unter Berufung auf den Rechtsgelehrten Abū Thaur (gest. 854) von asch-Schāfiʿī die Aussage: „Es hat sich noch nie jemand mit Kalām bekleidet und damit Erfolg gehabt.“ Nach einer anderen Version dieser Überlieferung tat er diesen Ausspruch, nachdem ihn Abū Thaur aufgefordert hatte, etwas zum Kalām niederzuschreiben.[18]
- Ahmad ibn Hanbal soll asch-Schāfiʿī mit den Worten gelobt haben: „Die beste Eigenschaft bei asch-Schāfiʿī ist, dass er nicht nach dem Kalām begierig war, sondern sich nur für Fiqh interessierte.“[19]
- Muhammad ibn ʿAbdallāh ibn ʿAbd al-Hakam (gest. 882) überlieferte von asch-Schāfiʿī den Ausspruch: „Wenn die Leute wüssten, was im Kalām an Willkürmeinungen (ahwāʾ) steckt, würden sie vor ihm fliehen, wie man vor dem Löwen flieht.“[20]
- Asch-Schāfiʿīs Schüler ar-Rabīʿ ibn Sulaimān (gest. 884) zitierte seinen Lehrer mit den Worten: „Ich sah die Leute des Kalām sich gegenseitig für ungläubig erklären, während sich die Leute des Hadith gegenseitig des Irrtums bezichtigten. Die Bezichtigung des Irrtums ist weniger schlimm als der Takfīr.“[21] Aus demselben Grund soll asch-Schāfiʿī auch seinem Schüler Muhammad ibn ʿAbdallāh ibn ʿAbd al-Hakam geraten haben, nicht zu antworten, wenn ihn jemand nach etwas fragt, das zum Kalām gehört.[22]
- ِDer Bagdader Hadith- und Rechtsgelehrte al-Hasan ibn Muhammad az-Zaʿfarānī (gest. 873) wird mit der Aussage zitiert, dass er asch-Schāfiʿī sagen hörte: „Mein Urteil über die Anhänger des Kalām ist, dass sie mit Palmzweigen (ǧarīd) geschlagen, umgekehrt auf Kamele gesetzt und bei den Clanen und Stämmen herumgeführt werden sollen, wobei man ausruft: Das ist die Strafe dessen, der dem Buch und der Sunna untreu geworden ist und sich mit dem Kalām beschäftigt hat.“[23]
- Nach einer anderen Überlieferung sagte asch-Schāfiʿī: „Mein Urteil über die Anhänger des Kalām entspricht dem Urteil ʿUmars über Sabīgh.“ Damit soll er sich auf einen Vorfall bezogen haben, bei dem der Kalif ʿUmar ibn al-Chattāb einen Mann namens Sabīgh, der in Medina nach den mehrdeutigen Stellen  des Korans (mutašābih al-Qurʾān) zu fragen pflegte, blutig geschlagen hatte.[24] Dschalāl ad-Dīn as-Suyūtī erklärte später dieses Urteil asch-Schāfiʿīs über die Kalām-Anhänger als einen Analogieschluss. Mit der gleichen Begründung, mit der ʿUmar die Beschäftigung mit den mehrdeutigen Versen des Korans verboten habe, dass sie nämlich Zweifel hervorrufen und zu Ketzereien führen, habe asch-Schāfiʿī die Beschäftigung mit der Kalām-Wissenschaft verboten.[25]
- Den Ausspruch seines Lehrers al-Laith ibn Saʿd: „Wenn Du jemanden von den Kalām-Leuten über das Wasser laufen sehen solltest, trau ihm nicht.“ soll asch-Schāfiʿī mit den Worten kommentiert haben: „Er hat zu kurz gegriffen. Wenn Du ihn durch die Luft gehen siehst, trau ihm nicht.“[26]

Asch-Schāfiʿīs Schüler al-Muzanī (gest. 878) überlieferte von seinem Lehrer den Ausspruch: „Der Kalām verflucht diejenigen, die ihn betreiben“ (al-kalām yalʿan ahl al-kalām). Nach einer Anekdote, die ʿAbdallāh al-Ansārī anführt, soll er sich auch unter dem Einfluss seines Lehrers vom Kalām abgewandt und ihn wie sein Lehrer verboten haben. Vor asch-Schāfiʿīs Ankunft in Ägypten, so wird in der Anekdote mitgeteilt, habe sich al-Muzanī noch mit Kalām beschäftigt. Als er dann asch-Schāfiʿī nach dessen Ankunft in Ägypten über ein Kalām-Problem befragte, habe dieser geantwortet: „Weißt du, wo du dich befindest?“ Als al-Muzanī antwortete, er befinde sich in der Freitagsmoschee von al-Fustāt, habe asch-Schāfiʿī erwidert, nein, er sei vielmehr in Tārān. Damit meinte er eine besonders gefährliche Stelle im Roten Meer. Al-Muzanī habe daraufhin den Kalām aufgegeben und sich dem Fiqh zugewandt. Nach al-Baihaqī erfolgte al-Muzanīs Abwendung vom Kalām allerdings erst, nachdem er miterlebt hatte, wie Abū Yaʿqūb al-Buwaitī (gest. 846), ein anderer Schüler asch-Schāfiʿīs, der sich auf den Kalām eingelassen und die sunnitische Lehre verteidigt hatte, während der Mihna von al-Wāthiq eingesperrt worden und dann im Gefängnis gestorben war.

#### Ahmad ibn Hanbal
Auch Ahmad ibn Hanbal (gest. 855), der Begründer der hanbalitischen Schule, wird mit verschiedenen Kalām-kritischen Aussagen zitiert. Als er während der Mihna im September 835 vor dem Kalifen al-Muʿtasim gegen seinen Willen in einen Wortstreit über die Erschaffenheit des Korans verwickelt wurde, soll er sich damit herausgeredet haben, dass er kein Mann des Kalām sei, sondern der Lehrrichtung des Hadith anhänge. Gegenüber ʿUbaidallāh Ibn Chāqān, der von 851 bis 861 unter al-Mutawakkil das Wesir-Amt ausübte, soll Ahmad ibn Hanbal geäußert haben: „Ich bin kein Kalām-Anhänger. Und ich befinde die Rede über etwas anderes als das, was im Buch Gottes oder im Hadith über den Gottesgesandten steht, nicht für gut. Denn die Rede darüber ist nicht löblich.“ Außerdem wird er mit dem Ausspruch zitiert: „Der Anhänger des Kalām wird niemals Erfolg haben. Es wurde noch nie jemand gesehen, der Kalām studiert hat und in dessen Herzen sich nicht Verderbtheit (daġal) befindet.“ Ahmad ibn Hanbal ging in seiner Ablehnung des Kalām so weit, dass er sogar den frommen Asketen al-Hārith al-Muhāsibī schnitt, weil dieser sich damit befasste. Er mahnte auch seine Anhänger, nicht mit den Leuten des Kalām (aṣḥāb al-kalām) zusammenzusitzen, selbst wenn sie die Sunna verteidigen. Ähnliches berichtete Ibn Abī Hātim ar-Rāzī von seinem Vater Abū Hātim (gest. 890) und seinem Lehrer Abū Zurʿa ar-Rāzī (gest. 878).

#### Schiitische Imame
Auch innerhalb der imamitischen Schia gab es traditionalistische Kalām-Ablehnung. Der sechste Imam Dschaʿfar as-Sādiq (gest. 765), der auch als Rechtsgelehrter wirkte, soll den Kalām verboten und deswegen auch dem imamitischen Mutakalllim Mu'min at-Tāq (gest. 799) den Zutritt zu sich verboten haben. Er begründete das damit, dass der Kalām die gute Absicht verderbe und die Religion vernichte.
Nach einem Bericht im Kitāb at-Tauhīd von Ibn Bābawaih wurde der zehnte Imam ʿAlī al-Hādī an-Naqī (gest. 868) einmal darauf angesprochen, dass seine Vorfahren den Kalām verboten hätten, ihre Anhänger unter den Kalām-Gelehrten das jedoch so ausgelegt hätten, dass das nur für die Personen gelte, die den Kalām nicht beherrschten, mit der anschließenden Frage, ob er diese Auslegung für richtig halte. Der Imam soll daraufhin geantwortet haben, dass sowohl derjenige, der den Kalām beherrsche, als auch derjenige, der ihn nicht beherrsche, keinen Kalām betreiben solle, weil in ihm mehr Sünde als Nutzen liege. Der Ausdruck, dass in ihm mehr Sünde liege als Nutzen (fa-inna iṯmahū akbar min nafʿihī), ist hierbei eine Anlehnung an die Ausdrucksweise des Korans in Sure 2:219, wo mit den gleichen Worten Wein und Losspiel beurteilt werden.
Nach Ibn ar-Rāwandī, der im 9. Jahrhundert lebte, hatten ganz allgemein viele Schiiten Abneigung gegen den Kalām und lehnten es auch ab, mit seinen Anhängern zu sprechen.

### Kalām-Verbote im späten 9. Jahrhundert
Durch die Kritik der Traditionalisten verlor der Kalām in der zweiten Hälfte des 9. Jahrhunderts die herrschaftliche Unterstützung und geriet zunehmend in Verruf. Al-Dschāhiz berichtet, dass in seiner Zeit nicht nur Ungebildete den Leuten des Kalām mit Feindseligkeit begegneten, sondern die Kalām-Wissenschaft auch bei Verständigen auf viel Ablehnung stieß. Außerdem beklagt er, dass Volk und Herrscher sich darüber einig seien, den Mufti reich zu machen, den Mutakallim aber leer ausgehen zu lassen. Zeitweise wurden die Kalām-Aktivitäten sogar von der Obrigkeit Verboten unterworfen. So ließ nach der Chronik Ibn Kathīrs (gest. 1373) der Kalif al-Mutawakkil im Jahre 237 der Hidschra (= 851/52 n. Chr.) Diskussionen über das Problem der Rede Gottes und die Lehre von der Erschaffenheit des Korans im ganzen Reich verbieten. Denjenigen, die Kalām-Wissenschaft erlernt hatten und weiter über diese Dinge diskutierten, drohte er an, im Verlies zu enden. Und im Jahre 892 wurde in Bagdad per öffentlichen Ausruf ein Erlass der Obrigkeit bekanntgegeben, dass die Buchhändler sich per Eid verpflichten mussten, keine Bücher mehr über Kalām oder Philosophie zu verkaufen. Nach Josef van Ess kam der Kalif al-Muʿtadid mit diesem Erlass hanbalitischen Kreisen in Bagdad entgegen, die dem Kalām kritisch gegenüberstanden.

### Traditionalistische Gegner des Kalām vom 10. bis zum 12. Jahrhundert
Kalām-Ablehnung war im 10. und 11. Jahrhundert in vielen islamischen Regionen verbreitet.

#### Im Irak und in Syrien
Im Irak beschrieb der hanbalitische Gelehrte al-Barbahārī (gest. 941) den Kalām als die Quelle schlechthin für Ketzerei (zandaqa), Unglauben, Zweifel, unrechtmäßige Neuerungen, Verirrung und Verwirrung in der Religion. Der malikitische Gelehrte Abū ʿAbdallāh Ahmad ibn Muhammad Ibn Chuwaiz Mindād, der Ende des 10. Jahrhunderts im Irak tätig war, wird mit der Aussage zitiert, dass nach malikitischer Auffassung jeder Mutakallim den Ketzern (ahl al-ahwāʾ) zugerechnet werde, ganz gleich ob er Aschʿarit sei oder nicht, und seine Zeugenaussage im Islam nicht akzeptiert werde. Man müsse ihn ausgrenzen und für seine Bidʿa züchtigen. Und wenn er darauf beharre, müsse man ihn zur Tauba bringen.
Die wichtigsten Gegner des Kalām blieben im Irak allerdings die Hanbaliten. Als Ibn ʿAqīl (gest. 1119) von einem Mann gefragt wurde, ob er die Kalām-Wissenschaft studieren solle, antwortete er ihm, er könne ein untadeliger Muslim (muslim salīm) sein, ohne sich mit Atom, Sprung (ṭafra), Vakuum (ḫalāʾ) und Plenum (malāʾ), Substanz und Akzidens zu beschäftigen oder mit den Fragen auseinanderzusetzen, ob das Akzidens zwei Momente lang besteht, ob das Handlungsvermögen (qudra) erst mit der Handlung (fiʿl) eintritt oder schon vorher, ob die Attribute (ṣifāt) zum Wesen (ḏāt) hinzutreten oder identisch mit ihm sind, und ob der Name (ism) identisch mit dem benannten Gegenstand (musammā) ist oder etwas anderes. Er sei sich sicher, dass die Prophetengefährten gestorben seien, ohne dies zu wissen. Wenn sein Gegenüber die Methode der Mutakallimūn für sicherer (aḥwaṭ) halte als die Methode von Abū Bakr und ʿUmar ibn al-Chattāb, dann sei es um seinen Glauben schlecht bestellt, denn die Kalām-Wissenschaft stürze diejenigen, die sich mit ihr befassen, in Zweifel, und von den Fehlern ihrer Rede gingen „die Gerüche des Ketzertums“ (rawāʾiḥ al-ilḥād) aus.
Der Bagdader Hanbalit Abū Muhammad ʿAbdallāh ibn ʿAlī (gest. 1146) kleidete seine Kalām-Missbilligung in das folgende Gedicht:
الفقه علم به الأديان ترتفع

والنحو عز به الإنسان ينتفع

ثم الحديث إذا مارمته فرج

من كل معنى به الإنسان يبتدع

ثم الكلام فذره فهو زندقة

وخرقه فهو خرق ليس يرتفع
Al-Fiqhu ʿilmun bi-hī l-adyānu tartafiʿ

Wa-n-naḥwu ʿizzun bi-hī l-insānu yantafiʿ

Ṯumma l-ḥadīṯu iḏā mā rumtahū faraǧun

min kulli maʿnan bi-hī l-insānu yabtadiʿ

Ṯumma l-kalāmu fa-ḏir-hū fa-hwa zandaqatun

Wa-ḫarriq-hu fa-hwa ḫarqun laisa yartafiʿ
Fiqh ist eine Wissenschaft, durch die die Religionen aufsteigen,

Grammatik ist eine Stärke, aus der der Mensch Nutzen zieht,

Wenn Du sodann nach dem Hadith strebst,

so kann der Mensch aus jeder Bedeutung neue Freude gewinnen.

Nur den Kalām lass liegen, denn er ist Freigeisterei,

Zerreiß ihn, denn er ist ein Fetzen, der nicht aufsteigt.
In Syrien verfasste etwas später Ibn Qudāma al-Maqdisī (gest. 1223) seine Abhandlung Taḥrīm an-naẓar fī kutub ahl al-kalām („Die Untersagung der Beschäftigung mit den Büchern der Kalām-Anhänger“). Darin richtete er sich gegen Ibn ʿAqīl, dem er vorwarf, den Kalām unzulässigerweise befürwortet zu haben.

#### In Ost-Iran und Transoxanien
Der in Ost-Iran tätige Schafiit Abū Sulaimān al-Chattābī (gest. 998) verfasste im 10. Jahrhundert die erste kalām-kritische Schrift. Sie hatte den Titel al-Ġunya ʿan al-kalām wa-ahli-hī („Die Entbehrlichkeit des Kalām und seiner Anhänger“), ist allerdings nicht erhalten. Eine weitere Sammlung von Kalām-kritischen Überlieferungen stammt von dem Nischapurer Sufi-Gelehrten Abū ʿAbd ar-Rahmān as-Sulamī (gest. 1021). Ein weiterer bekannter Gegner des Kalām unter den Schafiiten Chorasans war al-Qaffāl al-Marwazī (gest. 1026).
Chorasan blieb eine Hochburg der Kalām-Kritik. Der Herater Hanbalit Yahyā ibn ʿAmmār (gest. 1031), der sich als Hadith-Gelehrter und Prediger betätigte und dafür bekannt war, dass er die Aschʿarīya von seiner Kanzel aus zu verfluchen pflegte, wird mit dem Aussage zitiert, dass es insgesamt fünf Wissenschaften gebe: eine sei Leben für die Religion, nämlich die Wissenschaft vom Tauhīd, die zweite sei Nahrung für die Religion, nämlich die Predigt und der Dhikr, die dritte sei Arznei für die Religion, nämlich der Fiqh, die vierte bringe Krankheit für die Religion, nämlich das Berichten über Zwistigkeiten der Altvorderen (fitan as-salaf), die fünfte schließlich bringe Verderben über die Religion, nämlich die Kalām-Wissenschaft. Yahyā ibn ʿAmmār soll auch einen anderen Gelehrten, der sich vom Kalām abgewandt hatte, dazu aufgerufen haben, Kalām-Bücher herzubringen, um sie zu verbrennen.

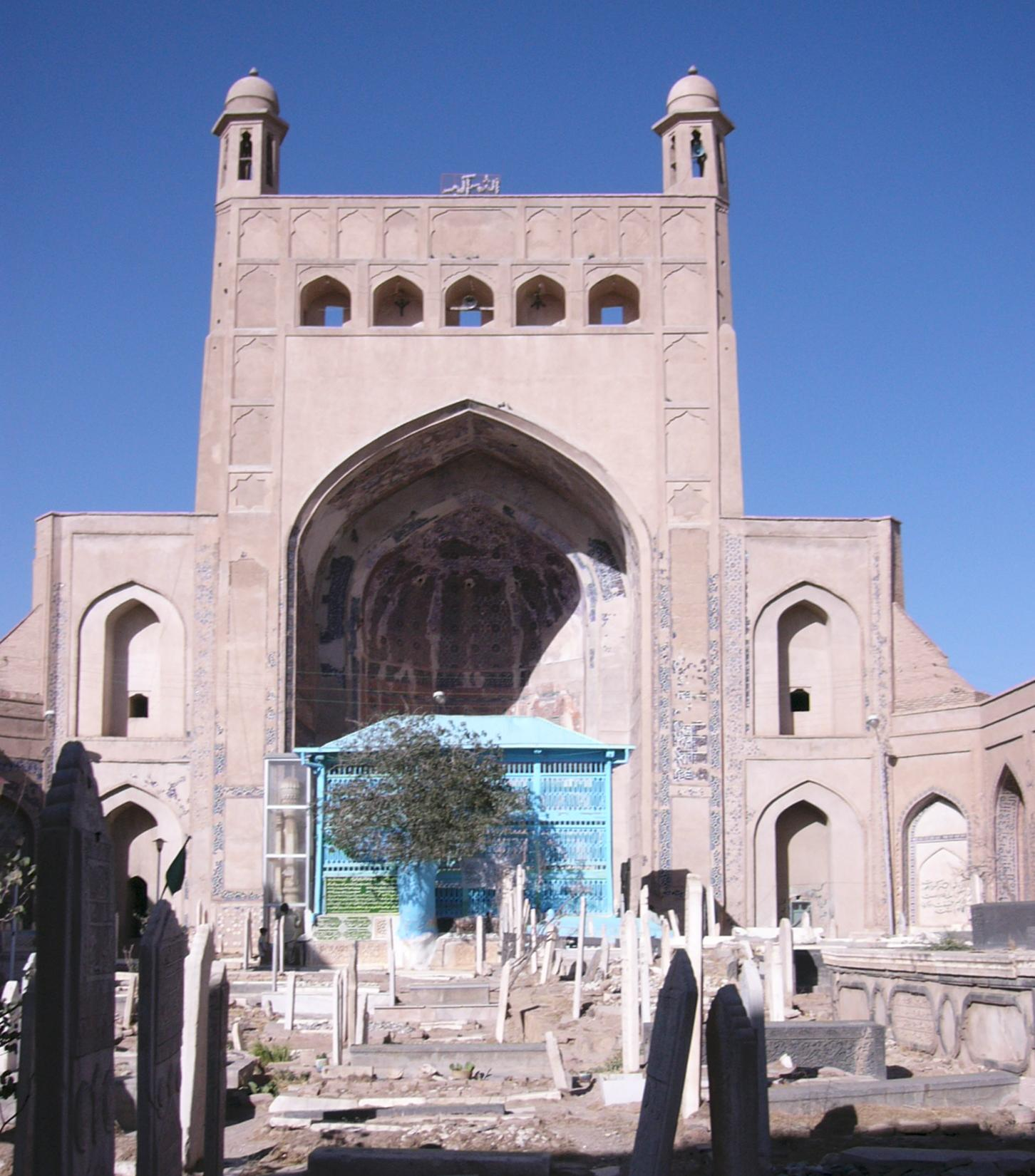
Das Grabmausoleum von ʿAbdallāh al-Ansārī in Herat. Er war Autor der bedeutendsten Sammlung kalām-kritischer Aussprüche muslimischer traditionalistischer Gelehrter.

Ein Schüler von Yahyā ibn ʿAmmār, der Herater Hanbalit ʿAbdallāh al-Ansārī (gest. 1089), stellte eine umfassende Sammlung von Hadithen und Aussprüchen von muslimischen Autoritäten bis zu seiner Zeit zusammen, die zeigen sollten, dass der Kalām aus religiöser Sicht zu missbilligen war. Die einzelnen Traditionen werden darin jeweils mit Isnāden eingeleitet. Diese Sammlung, die unter dem Titel Ḏamm al-kalām wa-ahli-hī („Tadel des Kalām und seiner Anhänger“) überliefert wird, stellt das bedeutendste Werk zur traditionalistischen Kalām-Missbilligung überhaupt dar. Darin wird auch eine Überlieferung zitiert, wonach ʿAlī ibn Abī Tālib das endzeitliche Auftreten von Leuten vorausgesagt haben soll, „die von etwas reden, das die Anhänger des Islams nicht kennen, und die Menschen zu ihrer Rede (kalām) rufen.“ Wer sie treffe, solle sie bekämpfen. Wenn er sie töte, werde er von Gott belohnt. ʿAbdallāh al-Ansārī hielt auch feurige Reden gegen den Kalām. Als im Dezember 1085 eine Meute von seinen Anhängern „einen philosophierenden Kalām-Gelehrten“ (mutakallim mutafalsif), der nach Herat gekommen war, angriff und sein Haus niederbrannte, wurde er für mehr als ein Jahr aus der Stadt verbannt.
In Chorasan berief man sich auch auf kalām-kritische Aussagen von Mālik ibn Anas (gest. 792) selbst. So zitierte ihn ʿAbdallāh al-Ansārī unter Berufung auf seinen Schüler al-Aschhab ibn ʿAbd al-ʿAzīz (gest. 819) mit der Aussage, Anhänger unrechtmäßiger Neuerungen seien „diejenigen, die über die Namen und Attribute Gottes, seine Rede, sein Wissen und seine Macht sprechen (yatakallamūn) und nicht über das schweigen, worüber auch die Prophetengefährten und diejenigen, die ihnen im Guten gefolgt sind, geschwiegen haben.“ Außerdem schrieben sie Mālik eine erweiterte Form des Ausspruchs zu, der von Abū Yūsuf überliefert wird: „Wer nach der Religion mit dem Kalām strebt, betreibt Freigeisterei, wer nach dem Vermögen mit Alchemie strebt, wird zahlungsunfähig, und wer nach dem abartigen Hadith (ġarīb al-ḥadīṯ) strebt, wird zum Lügner.“
Darüber hinaus prägte Kalām-Ablehnung auch den islamischen Diskurs bei den Hanafiten Zentralasiens. So berichtet der transoxanische Gelehrte Abū l-Yusr al-Bazdawī (gest. 1099), der der hanafitischen Rechtsschule angehörte, dass die Mehrheit der Rechtsgelehrten und Autoritäten dieser Schule in seiner Heimat das offenkundige Erlernen und Unterrichten von Kalām sowie die Führung von Kalām-Disputationen verbot.

#### In al-Andalus
Kalām-Ablehnung findet man aber auch bei einigen Malikiten von al-Andalus. Der malikitische Gelehrte Ibn ʿAbd al-Barr (gest. 1071) äußerte: „Die Leute des Fiqh und der Traditionen (āṯār) aus allen großen Städten sind sich darüber einig, dass die Anhänger des Kalām Anhänger unrechtmäßiger Neuerungen und Abirrungen sind und bei der Allgemeinheit nicht den Klassen der Verständigen (fuqahāʾ) zugerechnet werden.“

## Die Verteidigung des Kalām gegen die traditionalistische Kritik
Muʿtaziliten, Aschʿariten und Maturiditen verteidigt den Kalām gegen die Kritik der traditionalistischen Gelehrten. Der muʿtazilitische Theologe Bischr ibn al-Muʿtamir (gest. 825) verfasste schon im frühen 9. Jahrhundert eine „Widerlegung derjenigen, die etwas am Kalām auszusetzen haben“ (radd ʿalā man ʿāb al-kalām). Abū l-Hasan al-Aschʿarī (gest. 931) verteidigte den Kalām gegen die Anwürfe seiner Gegner mit dem Argument, dass sämtliche seiner Lehren dem Koran entnommen seien.

### Diskreditierung der Kalām-Gegner
Eine andere Möglichkeit, den Kalām zu verteidigen, bestand daraus, seine Gegner zu diskreditieren. Der Muʿtazilit ʿAbd al-Dschabbār ibn Ahmad (gest. 1024) äußerte, dass diejenigen, die Kalām für eine unrechtmäßige Neuerung hielten, dies aus Unkenntnis täten; Wer immer etwas nicht kenne, stehe ihm feindlich gegenüber. Ähnlich argumentierte auch der aschʿaritische Gelehrte al-Quschairī (gest. 1072). Er wird mit der Aussage zitiert, dass es nur zwei Arten von Männern gäbe, die die Kalām-Wissenschaft ablehnten: 1. ein Unwissender (ǧāhil), der sich auf Taqlīd stütze, weil ihm die Beschreitung der Wege des wissenschaftlichen Studiums zu mühsam sei und ihm die Methoden der spekulativen Denker (ahl an-naẓar) ermangelten; da er diese Wissenschaft nicht erlernen wolle, verbiete er sie auch anderen, so dass sie wie er in die Irre gehen; 2. jemand, der falschen Lehrrichtungen anhänge, den Menschen die Fehlerhaftigkeit seiner Lehre verschleiere und wisse, dass die ausgebildeten spekulativen Denker diejenigen seien, die seine Ketzerei aufdecken und den Menschen die Schimpflichkeit seiner Lehren enthüllen könnten.

### Relativierung der ablehnenden Aussagen der Rechtsschulengründer
Spätere Aschʿariten wie Abū Bakr al-Baihaqī (gest. 1066), Ibn ʿAsākir (gest. 1176), Fachr ad-Dīn ar-Rāzī (gest. 1209), Tādsch ad-Dīn as-Subkī (gest. 1370) und at-Taftāzānī (gest. 1390) versuchten die ablehnenden Aussagen der Rechtsschulengründer gegenüber dem Kalām zu relativieren. Bezüglich der Kalām-kritischen Aussagen von asch-Schāfiʿī verwies al-Baihaqī darauf, dass dieser sie getan hatte, nachdem er mit dem qadaritischen Kalām-Gelehrten Hafs al-Fard disputiert hatte. Er schloss daraus, dass sich asch-Schāfiʿīs Missbilligung des Kalām allein auf die Rede von Hafs und anderen „Leuten der Neuerungen“ (ahl al-bidaʿ) bezog. Der missbilligte Kalām (al-kalām al-maḏmūm) ist seiner Auffassung nach nur der Kalām der Neuerer, der im Widerspruch zu Koran und Sunna steht. Der Kalām, der mit Buch und Sunna übereinstimme und mit Vernunft und Mahnung dargelegt worden sei, sei dagegen löblich (maḥmūd) und bei Bedarf erwünscht. Sowohl asch-Schāfiʿī als auch andere sunnitische Imame hätten im Bedarfsfall diese Form des Kalām ausgeübt. Zum Nachweis von asch-Schāfiʿīs Kalām-Fähigkeiten zitiert al-Baihaqī einen Bericht seines Schülers al-Muzanī, wonach sich dieser einmal nach einer Disputation mit einem Mulhid hilfesuchend an asch-Schāfiʿī wandte, weil er einen Einwand dieses Mulhid gegen den Islam nicht außer kraft zu setzen vermochte, und asch-Schāfiʿī direkt eine Antwort darauf parat hatte. Auch die Aussagen von Abū Yūsuf und Mālik ibn Anas sollen sich lediglich auf den Kalām der Neuerer bezogen haben, weil zu der Zeit der beiden Rechtsgelehrten Kalām gleichbedeutend mit deren Lehren gewesen sei. Zum Beweis dafür, dass Mālik ibn Anas Kalām grundsätzlich für gut hielt, führt al-Baihaqī eine Überlieferung an, wonach er seinen Lehrer Ibn Hirmiz (gest. 762) dafür gelobt hatte, dass er Geschick im Kalām besessen, die Sektierer widerlegt und sich bestens mit ihren Lehren ausgekannt habe.
Nach Ibn ʿAsākir waren die Aussagen von Abū Yūsuf und Mālik ibn Anas so zu verstehen, dass sie damit denjenigen verurteilten, der sich allein auf die Kalām-Wissenschaft beschränkt, ohne den Fiqh zu erlernen und sich an die Gebote und Verbote der Scharia zu halten, die man durch den Fiqh erkennt. Um diesen Gedanken zu verdeutlichen, zitiert er einen Ausspruch, der ihm von dem chorasanischen Asketen Hātim al-Asamm (gest. 851/2) zu Ohren gekommen ist:

„Der Kalām ist die Wurzel (aṣl) der Religion, Fiqh ist ihr Zweig (farʿ) und das Handeln (ʿamal) ihre Frucht. Wer sich mit dem Kalām unter Ausschluss von Fiqh und Handeln begnügt, betreibt Freigeisterei (tazandaqa). Wer sich mit dem Handeln unter Ausschluss von Kalām und Fiqh begnügt, betreibt Ketzerei (ibtadaʿa). Und wer sich mit dem Fiqh unter Ausschluss von Kalām und Handeln begnügt, handelt sündhaft (tafassaqa). Wer aber alle diese Bereiche meistert, der wird erlöst.“

Fachr ad-Dīn ar-Rāzī brachte später noch eine andere Möglichkeit als Erklärung für asch-Schāfiʿīs Schmähung der Kalām-Wissenschaft ins Spiel: Die schweren Kämpfe (fitan), die sich in seiner Zeit wegen der Auseinandersetzung der Menschen mit der Frage des Korans ereigneten, und die Überwältigung der Anhänger der Wahrheit durch die Obrigkeit, die von den Ketzern um Hilfe gerufen wurde, hätten ihn zu der Überzeugung gebracht, dass die Beschäftigung mit dieser Wissenschaft nicht aus religiösen, sondern nur aus weltlichen und machtpolitischen Interessen erfolge, so dass er sie aufgegeben, sich von ihr abwendet und diejenigen getadelt habe, die sich mit ihr beschäftigten. As-Subkī meinte, dass die Missbilligung des Kalām, wie sie Ahmad ibn Hanbal formuliert hatte, lediglich dann gelte, wenn kein Bedarf nach ihm bestehe. Wenn aber Bedarf nach Kalām bestehe, sei er erlaubt.
Der Maturidit Abū l-Yusr al-Bazdawī (gest. 1099) rechtfertigte die von ihm verfochtene Zulässigkeit der Beschäftigung mit dem Kalām mit dem Argument, dass auch Abū Hanīfa diese Wissenschaft erlernt und darin mit den Muʿtaziliten und den Ketzern gewetteifert habe. Zwar habe er später davon Abstand genommen, doch in seinem Buch al-ʿĀlim wa-l-mutaʿallim („Der Gelehrte und der Schüler“) habe er geurteilt, dass an der Erlernung dieser Wissenschaft nichts auszusetzen sei. Da Abū Hanīfa der Imam und das Vorbild der Hanafiten sei, wolle er ihm nachfolgen.
Ibn Taimīya (gest. 1329), der um eine Fatwa über die Zulässigkeit der Beschäftigung mit Kalām gebeten wurde, urteilte, dass mit der Kalām-Missbilligung der Altvorderen und Rechtsschulengründer nur die Verwendung von falschen Beweisen (adilla fāsida) und das Eintreten für nichtige Lehren (maqālāt bāṭila) gemeint seien. Als falsche und verbotene Beweismethode betrachtete Ibn Taimīya vor allem den Beweis aus den Akzidentien. Die Altvorderen und Rechtsschulengründer hatten den Kalām seiner Auffassung nach nur deswegen missbilligt, weil die Mutakallimūn Ausdrücke wie „Substanz“ (ǧauhar), „Akzidens“ (ʿaraḍ), „Körper“ (ǧism) und „räumliche Ausdehnung“ (taḥaiyuz), deren Bedeutungen nichtig oder uneindeutig sind, zum Bestandteil der Religionsgrundlagen gemacht hatten. Wenn dagegen hinter solchen Ausdrücken Bedeutungen ständen, die mit Koran und Sunna übereinstimmten, sei an ihnen nichts auszusetzen. Wer die von Gott autorisierte Wahrheit spreche, so erklärte er, gehöre zu den Leuten des Wissens und Glaubens.
Eine ähnliche Auffassung wie al-Baihaqī und Ibn ʿAsākir vertraten später auch Taschköprüzāde (gest. 1561) und der aus Bosnien stammende hanafitische Qādī Ahmad al-Bayādī (gest. 1686). Taschköprüzāde meinte, dass sich die Ablehnung der Altvorderen (salaf) nicht gegen den Kalām der Aschʿariten und Māturīditen gerichtet habe, sondern nur gegen den Kalām der Philosophen, Muʿtazila und Murdschi'a. Al-Bayādī war der Auffassung, dass nur der Kalām der Philosophen und der Kalām des Zwists (kalām al-ḫuṣūma) verboten sei. Ein Disput zur Darlegung der Wahrheit (li-iẓhār al-ḥaqq) dagegen sei nicht verwerflich, sondern aufgrund der Aussage „Streite mit ihnen auf gute Weise“ (wa-ǧādilhum bi-llatī hiya aḥsan) in Sure 16:125 sogar geboten. Der schiitische Gelehrte ʿAbd ar-Razzāq Lāhīdschī (gest. 1661) konzedierte zwar, dass die schiitischen Imame ihren Gefährten den Kalām verboten haben, meinte aber, dass davon dasjenige, was von den Imamen selbst übernommen wurde, ausgenommen sei.

## Die differenzierende Beurteilung des Kalām bei al-Ghazālī
Al-Ghazālī (gest. 1111) setzte sich mit der Frage der Beurteilung des Kalām in mehreren Schriften auseinander, besonders intensiv aber in seiner religiösen Enzyklopädie Iḥyāʾ ʿulūm ad-dīn („Wiederbelebung der Religionswissenschaften“) und in seiner Schrift Faiṣal at-tafriqa bain al-islām wa-z-zandaqa („Das Kriterium der Unterscheidung zwischen Islam und Ketzerei“). Im Iḥyāʾ behandelt er diese Frage am ausführlichsten im „Buch über das Wissen“ (kitāb al-ʿilm) und im „Buch über die Grundlagen der Glaubenslehren“ (kitāb qawāʿid al-ʿaqāʾid), das von Hans Bauer ins Deutsche übersetzt wurde.

### Die Notwendigkeit der Differenzierung
Im „Buch über die Grundlagen der Glaubenslehren“ setzt sich al-Ghazālī ausführlich mit den Sichtweisen der Kalām-Gegner und Kalām-Befürworter auseinander und äußert dann die Auffassung, dass sowohl die Lehre von der absoluten Verdammung des Kalām als auch die Lehre von seiner absoluten Gutheißung verfehlt seien. Vielmehr sei beim Kalām eine Differenzierung (tafṣīl) notwendig, weil in ihm sowohl Nutzen, als auch Schaden liege. Der wichtigste Schaden des Kalām liegt nach al-Ghazālī darin, dass er Zweifel erregt und die festen Glaubensüberzeugungen erschüttert, so dass sie verlorengehen und möglicherweise nie wiederkehren. Ein weiterer Schaden bestehe darin, dass er die Irrgläubigen in ihrer Überzeugung bestärke.
Was den Nutzen des Kalām anlangt, so weist al-Ghazālī zunächst die Auffassung zurück, dass man mit ihm die Wahrheiten ans Licht bringen und erkennen könne. Diese „hehre Aufgabe“ (maṭlab šarīf) könne der Kalām nicht erfüllen. Er stifte vielleicht sogar noch mehr Verwirrung und Irrtum als Aufklärung und Erkenntnis. Aufklärung bringe der Kalām nur bei ziemlich wenigen Dingen, und die verstehe man auch schon fast, ohne sich in die Kunst des Kalām zu vertiefen. Der einzige Nutzen des Kalām liege darin, die sunnitische Glaubenslehre für die Volksmenge zu sichern und durch verschiedene Arten des Dschadal vor den Störungen der Irrlehrer zu bewahren. Als Beispiel für einen solchen lobenswerten Kalām verweist al-Ghazālī auf die Prophetengefährten ʿAlī ibn Abī Tālib und ʿAbdallāh ibn ʿAbbās, die Qadariten bzw. Charidschiten von ihrem Irrglauben abgebracht haben sollen. Dies war nach seiner Sicht „ein deutlicher und klarer Kalām und notwendig am Platze.“

### Kalām, kein Mittel zum Glauben
Die Vorstellung, Menschen durch Kalām zum rechten Glauben bringen zu können, hält al-Ghazālī hingegen für eine Illusion, weil er meint, dass Worte, die nach Art der Mutakallimūn formuliert sind, den Zuhörern das Gefühl geben, dass man ihnen nur wegen ihrer eristischen Kunstfertigkeit nicht widersprechen kann, nicht weil sie selbst wahr sind. Auf diese Weise könnten sie beim Laien eine Abwehrreaktion hervorrufen. Deshalb habe auch noch keine Diskussionsrunde von Mutakallimūn mit einem Übertritt von der Muʿtazila oder einer anderen Irrlehre hin zu einer anderen Richtung geendet. Zwar hält es al-Ghazālī nicht für ausgeschlossen, dass die Erwähnung von Argumenten der Mutakallimūn einzelne Menschen zum Glauben bringt, doch meint er, dass der aus dem Kalām gewonnene Glaube im Gegensatz zum Glauben der Volksmassen sehr schwach ist und dazu neigt, beim kleinsten Zweifel zu schwanken.
Der Mutakallim unterscheidet sich nach al-Ghazālī vom Laien (ʿāmmī) nicht in der Glaubensüberzeugung (iʿtiqād), sondern nur in der Kunst der Zusammenfügung der Rede (ṣanʿat talfīq al-kalām), mit der sich die Kniffe des Neuerers abwehren lassen. Die von einigen Kalām-Gelehrten geteilte Auffassung, wonach muslimische Laien, die sich nicht mit den Argumenten des Kalām auskennen, Ungläubige seien, weist er dementsprechend auch scharf zurück.
Al-Ghazālī weist auch die Vorstellung zurück, dass man durch die Kalām-Wissenschaft irgendetwas über Gott erfahren könnte. Die Erkenntnis Gottes, seiner Attribute und Handlungen rührt seiner Meinung nach nicht von dieser Wissenschaft her, sondern stellt sich durch die Wissenschaft der Enthüllung (ʿilm al-mukāšafa) ein. Der Kalām dagegen ist eher ein Schleier (ḥiǧāb) und Hindernis (māniʿ) für die Erkenntnis Gottes. Aus diesem Grund gehört der Kalām nach einer Rangliste der religiösen Wissenschaften, die al-Ghazālī in seinem Werk Ǧawāhir al-qurʾān entwirft, wie der Fiqh auch nur zu den niederen Kernwissenschaften. Die höchste unter den religiösen Kernwissenschaften (ʿulūm al-lubāb) ist dagegen das Wissen über Gott, den Jüngsten Tag und die Läuterung der Seele. Diese Wissenschaft will er in seinem Werk Iḥyāʾ ʿulūm ad-dīn beschrieben haben.

### Kalām, keine Wissenschaft für die Allgemeinheit
Ausgangspunkt für al-Ghazālīs Ausführungen zur Beurteilung des Kalām in seinem „Buch über die Grundlagen der Glaubenslehren“ ist die Auseinandersetzung mit der Frage, welche Rolle diese Wissenschaft in der islamischen Erziehung spielen soll. Al-Ghazālī vertritt diesbezüglich die Auffassung, dass Knaben allgemein zur Stärkung des Glaubens nicht die Kunst des Dschadal und Kalām erlernen, sondern sich allein mit der Rezitation und Exegese des Korans sowie mit der Lektüre des Hadith und seinen Bedeutungen befassen sollten. Man müsse mit aller Sorgfalt darauf achten, dass sie nichts von Dschadal und Kalām zu hören bekommen. Der Gelehrte solle nur solche Schüler im Kalām unterweisen, die folgende Charaktereigenschaften besäßen:
- Ausschließliche Hinwendung zur Wissenschaft und Begierde danach, weil Personen, die daneben einen anderen Beruf ausüben, dadurch davon abgebracht werden, die Dinge zu durchdenken und sich aufkommender Zweifel zu entledigen.
- Verstandesschärfe, Klugheit und Beredsamkeit
- Sie müssen Redlichkeit, Religiosität und Gottesfurcht besitzen und dürfen sich nicht von ihren Begierden beherrschen lassen. Der lasterhafte Mensch (al-fāsiq) sage sich nämlich bei geringstem Zweifel von seiner Religion los. Er strebe nicht danach, den Zweifel zu beheben, sondern nutze ihn aus, um sich der Lasten der Verpflichtung zu entledigen.[93]

In seiner Risāla waʿẓīya („Predigt-Abhandlung“) vergleicht al-Ghazālī das Verbot des Kalām für die Volksmenge mit dem Verbot des Tigris-Ufers für die Knaben, das dazu dient, sie vor dem Ertrinken zu bewahren. Dass man den Starken ein Zugeständnis mache und ihnen die Beschäftigung mit dem Kalām erlaube, geschehe umgekehrt so, wie man demjenigen, der das Schwimmen beherrscht, den Zutritt zum Tigris-Ufer gewähre.

### Kalām, keine Nahrung, sondern nur Arznei
Al-Ghazālī war der Auffassung, dass es verfehlt sei, die Allgemeinheit im Kalām zu unterweisen, wie es beim Fiqh oder bei der Koranexegese geschehe. Dies begründet er mit einem Vergleich: Der Kalām sei wie eine Arznei, Fiqh wie eine Speise: von der Speise brauche man keinen Schaden zu befürchten, wohl aber von der Arznei. Der Mutakallim müsse wie ein geschickter Arzt bei Anwendung einer gefährlichen Arznei verfahren, indem er den Kalām nur am rechten Ort gebrauche, das heißt, nur wenn und soweit es das Bedürfnis erfordere.
Den Vergleich mit der Arznei bemüht al-Ghazālī auch an anderen Stellen in seinen Werken. So erklärt er in seiner Schrift Faiṣal at-tafriqa bain al-islām wa-z-zandaqa, dass die Beschäftigung mit dem Kalām wegen des darin liegenden Übels grundsätzlich verboten sei. Ausgenommen seien davon nur zwei Arten von Personen:
- Jemand, den ein Zweifel befallen hat, der weder durch ein predigtartige Rede noch durch eine Überlieferung vom Gottesgesandten aus seinem Herzen zu tilgen ist, wobei die Möglichkeit besteht, dass eine systematische Kalām-Rede seinen Zweifel behebt und ihm als Heilmittel von seiner Krankheit dient. In diesem Falle solle man sie anwenden, aber sicherstellen, dass sie der Gesunde, der nicht unter dieser Krankheit leide, nicht höre.
- Jemand mit vollkommenem Verstand, der in der Religion solide Fuß gefasst hat und fest im Glauben ist, der sich diese Kunst aneignen will, um damit einen Kranken zu heilen, den ein Zweifel befallen hat, einen Irrlehrer zum Schweigen zu bringen oder um sein eigenes Glaubensbekenntnis vor Verführung durch einen Irrlehrer zu schützen. Eine Erlernung des Kalām mit diesem Ziel gehöre zu den kollektiven Pflichten, und das Erlernen des Kalām in dem Maße, dass der Zweifel beseitigt werde, sei für den Zweifler sogar individuelle Pflicht (farḍ ʿain), wenn er auf andere Weise seine Glaubensüberzeugung nicht wiedererlangen könne.[97]

### Der persönliche Hintergrund von al-Ghazālīs Urteil
Al-Ghazālīs zurückhaltende Haltung gegenüber dem Kalām hatte einen persönlichen Hintergrund. In Iḥyāʾ ʿulūm ad-dīn erklärt er, dass er sein Urteil, dass der Kalām mehr Verwirrung als Aufklärung stifte, nicht als Hadith-Gelehrter oder Literalist abgebe, der diese Wissenschaft nicht kenne, sondern als jemand, der sich darin vertieft und „den höchsten Grad der Kalām-Gelehrten“ erreicht habe. Aus dieser Erfahrung heraus könne er sagen, dass der Weg zur wahren Erkenntnis „von dieser Seite her verschlossen“ (min hāḏā l-waǧh masdūd) sei.
Seine Enttäuschung über den Kalām bringt al-Ghazālī auch in seiner autobiographischen Schrift al-Munqiḏ min aḍ-ḍalāl zum Ausdruck. Dort äußert er, dass diese Wissenschaft ihren Zweck, nämlich die sunnitische Lehre zu bewahren, zwar recht gut erfülle, seinen persönlichen Zweck hingegen nicht. Al-Ghazālī berichtet in der Schrift, dass er sich in seiner Jugend intensiv mit der Kalām-Wissenschaft beschäftigt habe, sie ihn jedoch nicht befriedigt und nicht von seiner „Krankheit“ geheilt habe. Mit „Krankheit“ war hierbei wahrscheinlich eine zweimonatige Glaubenskrise gemeint. Die enttäuschende Erfahrung, die al-Ghazālī mit dem Kalām gemacht hatte, hielt ihn allerdings nicht davon ab, in einem seiner letzten Werke, dem 1109 abgeschlossenen Mustaṣfā min ʿilm al-uṣūl, den Kalām zur rangmäßig höchsten Wissenschaft zu erklären.

### Einfluss auf spätere Gelehrte
Mit seiner differenzierenden Beurteilung des Kalām beeinflusste al-Ghazālī einige spätere Gelehrte. Zu denen, die wie er den Kalām ambivalent beurteilten, gehörte der syrische Hanbalit Ahmad ibn Hamdān (gest. 1295), der ein Handbuch zur Fatwa-Erteilung verfasste. Darin erklärte er, dass der Mufti zu Fragen des Kalām nicht detailliert Stellung nehmen solle und, wenn er mit solchen Fragen konfrontiert würde, dem Fragenden und dem Publikum grundsätzlich verbieten solle, sich damit zu beschäftigen, und sie auffordern solle, sich mit dem einfachen Glauben ohne Einzelheiten zu begnügen. Allerdings hielt Ibn Hamdān nicht jeden Kalām für tadelnswerten Kalām. Dieser beschränkte sich seiner Auffassung nach allein auf die Kalām-Wissenschaft, bei der man sich rein auf die Vernunft stützt oder gegen die Tradition verstößt. Wenn man sich dagegen dabei entweder rein auf die Tradition stütze oder auf die Tradition und die mit ihr übereinstimmende Vernunft, dann folge man der Methode der ahl as-sunna, also der Sunniten. Zur Begründung dieser Position berief er sich auf al-Ghazālī.
Die Auffassung, dass Kalām eine Wissenschaft ist, die am besten nur von einigen wenigen betrieben werden sollte, wurde später auch von Taşköprüzāde (gest. 1561) übernommen. Er meinte, dass dem Kalām grundsätzlich verschiedene Übel innewohnten (Durchmischung mit philosophischen Fragestellungen, Neigung der Kalām-Gelehrten zum Ketzertum und zur Selbstgefälligkeit) und man Personen erst dann in dieser Wissenschaft unterrichten dürfe, wenn man sich von ihrer Rechtschaffenheit überzeugt, Willkürmeinungen und Ketzereien aus ihnen entfernt und ihr Herz mit Glaubenslehren aus Koran und Sunna durchtränkt habe.
Auch später gab es aber noch traditionalistische Gelehrte, die kalām-kritische Schriften verfassten. So erstellte Dschalāl ad-Dīn as-Suyūtī (gest. 1505) in seinem Werk mit dem Titel Ṣaun al-manṭiq wa-l-kalām ʿan fannai al-manṭiq wa-l-kalām („Die Bewahrung der Sprache und Rede vor den beiden Künsten der Logik und des Kalām“) eine Zusammenfassung von ʿAbdallāh al-Ansārīs kalām-kritischer Sammlung.

## Die philosophische Kritik am Kalām

### Kritik am Vernunftbegriff des Kalām
Anders als die traditionalistischen Gegner des Kalām übten die Philosophen Kritik an seinen rationalen Grundlagen. So war einer der Punkte, den die Philosophen an den Mutakallimūn kritisierten, ihr Vernunftbegriff. Nach Meinung von al-Fārābī (gest. 950) war das, was die Mutakallimūn meinten, wenn sie sagten „Das ist etwas, das die Vernunft gebietet, die Vernunft zurückweist oder die Vernunft akzeptiert oder nicht akzeptiert“, in Wirklichkeit nur das, was die Allgemeinheit ohne längeres Überlegen annahm. Den gemeinsamen ersten Eindruck der Allgemeinheit oder Mehrheit hießen sie nämlich Vernunft (ʿaql). Dies könne man feststellen, wenn man ihre Rede anhand ihrer Predigten oder Bücher durchgehe. Demgegenüber meine der Vernunftbegriff, den Aristoteles in seinem Buch des Beweises erwähne, die Kraft des Gemüts, durch die sich beim Menschen durch universelle, wahre und notwendige Prämissen Gewissheit einstelle. Der Bagdader Philosoph Abū Sulaimān as-Sidschistānī (gest. ca. 985) warf den Kalām-Vertretern vor, dass das, was sie lehrten, keine Vernunft sei, sondern nur ein Schatten davon, der ihr ähnele.
Maimonides weist die von ihm erwähnte zehnte Prämisse der Mutakallimūn zurück, wonach alles, was vorstellbar ist, auch von der Vernunft her möglich sein soll. Er wendet ihr gegenüber ein, dass die Tätigkeit der Vorstellungskraft (ḫayāl) nicht das Gleiche ist wie die Tätigkeit der Vernunft, sondern ihr Gegenteil.

### Kritik an der mangelnden Beweiskraft der Kalām-Argumente
Von philosophischer Seite wurde auch die fehlende Beweiskraft der Kalām-Argumente kritisiert. Dieser Punkt wird schon satirisch in einer Anekdote aufs Korn genommen, die der Bagdader Literat Abū Haiyān at-Tauhīdī (gest. 1023) in seinem Werk Al-Baṣāʾir wa-ḏ-ḏaḫāʾir anführt. Demnach fragte ein Mann einen Mutakallim, was der Beweis für den Schöpfer der Welt sei. Der Mutakallim antwortete: „Das Schamhaar deiner Mutter. Denn wenn sie es rasiert, wächst es nach. Wir wissen also, dass es jemanden gibt, der es wachsen lässt.“ Der Mann antwortete darauf: „Wenn es so ist, dann beweist die Klitoris deiner Mutter die Nicht-Existenz des Schöpfers. Denn wenn sie sie abschneidet, wächst sie nicht nach.“ Daraufhin verstummte der Mutakallim. Nach at-Tauhīdī zeigte dieses Begebenheit allerdings nicht die Schwäche der Kalām-Argumente, sondern die Schamlosigkeit (safah) und das schlechte Benehmen der Mutakallimūn. Abū Haiyān at-Tauhīdī war einer der schärfsten Kritiker des Kalām in der zweiten Hälfte des 10. Jahrhunderts.
Auch der den Philosophen nahe stehende Dichter Abū l-ʿAlāʾ al-Maʿarrī (gest. 1057) spottete über die mangelnde Beweiskraft der Kalām-Argumente. In einem seiner Verse heißt es:
غدت حجج الكلام حجا غدير

وشيكا ينعقدن وينتقضنه
Ġadat ḥuǧaǧ al-kalām ḥiǧā ġadīrin

Wašīkan yanʿaqidna wa-yantaqiḍnah
Die Argumente des Kalām gleichen Wasserblasen auf einem Teich,

Schnell bilden sie sich und zerplatzen wieder.
Auf einer eher theoretischen Ebene wird dieser Punkt von Averroes kritisiert. In seiner Abhandlung al-Kašf ʿan manāhiǧ al-adilla fī ʿaqāʾid al-milla („Enthüllung der Beweismethoden hinsichtlich Glaubenssätze der Gemeinschaft“), die mit einer Widerlegung der drei Prämissen des „Beweises aus den Akzidentien“ (1. Substanzen sind nicht frei von Akzidentien; 2. Die Akzidentien sind in der Zeit entstanden; 3. Was nicht frei ist von Entstandenem, ist selbst in der Zeit entstanden) beginnt, entwirft er einen Gegensatz zwischen der „Kunst des Kalām“ (ṣināʿat al-kalām) und der „Kunst des Beweises“ (ṣināʿat al-burhān), die ihm zufolge nur von einer kleinen Anzahl von Menschen beherrscht wird. Die Kalām-Kunst ist nach seiner Meinung im Gegensatz zur Beweiskunst nicht dazu imstande, aus verschiedenen im Widerspruch zueinander stehenden Lehren die Wahrheit herauszufiltern. Grund dafür ist, dass ihr höchster Grad „disputorientierte, nicht beweisorientierte Weisheit“ (ḥikma ǧadalīya lā burhānīya) ist.
Noch stärker entwickelt findet sich dieser Gedanke bei Maimonides. Er kritisiert in seinem „Führer der Unschlüssigen“, dass alles, was die Mutakallimūn als Beweis für die Erschaffenheit der Welt anführten, anfechtbar sei. Es sei nur für denjenigen ein „apodiktischer Beweis“ (burhān qaṭʿī), der den Unterschied zwischen Beweis (burhān), dialektischem Argument (ǧadal) und Sophismus (muġālaṭa) nicht kenne. Maimonides sieht also eine Ähnlichkeit zwischen den Argumenten der Mutakallimūn und den Trugschlüssen der Sophisten. Auch von den Prämissen der Mutakallimūn, die er in seinem „Führer der Unschlüssigen“ anführt, meint er, dass sie Überbleibsel der Ansichten der Sophisten seien.
Ibn Taimīya (gest. 1329), der sich in seiner Schrift ar-Radd ʿalā l-manṭiqīyīn intensiv mit der philosophischen Kritik am Kalām auseinandersetzte, wies diese als unberechtigt zurück. Er hielt es zwar für unstrittig, dass vieles von dem, was die Mutakallimūn redeten, unsinnig sei, meinte jedoch, dass die Prämissen der Mutakallimūn viel stärker beweisorientiert (burhānī) und gewissheitlich (yaqīnī) seien als diejenigen der Philosophen.

## Kritik an der Geisteshaltung der Mutakallimūn
Eine Kritik, die sowohl von traditionalistischer als auch philosophischer Seite geäußert wurde, ist, dass Kalām zu einer falschen Geisteshaltung verleite. Diese Kritik findet sich schon bei al-Dschāhiz (gest. 869), der eine der frühesten Schriften zum Kalām verfasste. Er pries darin die Kunst des Kalām als „kostbares Juwel“ (ǧauhar ṯamīn), war jedoch der Auffassung, dass ihr auch viele Übel (āfāt) anhafteten. So meinte er, dass es zu ihren Übeln gehöre, dass diejenigen, die diese Kunst betrieben, zu schnell glaubten, sie zu beherrschen, und sich ihren Gegnern überlegen wähnten. Dieses Übel sei bei Vertretern anderer Disziplinen nicht so sehr verbreitet. Das liege daran, dass die Stärke dieser Disziplin erst bei Anwesenheit eines Gegners in einer großen Menschenansammlung zum Vorschein komme. Eine solche Situation rufe jedoch eine Liebe zum Auftrumpfen (ḥubb al-ġalaba) hervor. Zusammen mit dem ständigen Erheben der Stimme (ṭūl rafʿ aṣ-ṣaut) führe das zum Verlust der guten Absicht und dazu, dass man die Wahrheit verfehle. Den meisten Verständigen und Gebildeten sei der Schaden, den diese Wissenschaft mit sich bringe, nicht klar. Insgesamt gebe es in der Kalām-Kunst viele Neulinge und Großmäuler, aber nur wenige mit lauterer und aufrichtiger Gesinnung. Großmut (naǧāba) sei in dieser Disziplin etwas Fremdes. Auch kritisierte al-Dschāhiz, dass im Gegensatz zu den Arithmetikern und Geometern, die eingeständen, was man in ihrer Disziplin nicht wisse bzw. nicht verstehe, die Mutakallimūn die Schwäche in ihrer Disziplin und den Mangel in ihren Charaktereigenschaften nicht zugäben.
Der persische Scheich Bundār ibn al-Husain (gest. 964) übte Kritik am Kalām, indem er dessen Wirkung auf sich selbst beschrieb: „Immer wenn ich mich mit dem Kalām beschäftigt habe, fand ich davon in meinem Herzen Härte (qaswa), auf meiner Zunge Rechthaberei (saṭwa) und in meinem Verhalten gegenüber meinen Gegnern Schroffheit (ǧafwa).“ Und der schafiitische Gelehrte Abū as-Suʿlūkī (gest. 997), der in Nischapur als Mufti tätig war, äußerte: „Der geringste Verlust, der im Kalām liegt, ist der Wegfall der Ehrfurcht vor Gott (haibat Allāh).“
Auch verschiedene Philosophen kritisierten die ethischen Grundlagen des Kalām und die Geisteshaltung der Mutakallimūn. So beschreibt al-Fārābī in seiner Abhandlung über die Wissenschaften, dass einige Mutakallimūn bei der Verteidigung ihrer Religion auf unlautere Mitteln wie Einschüchterung, Lüge (kiḏb), Verleumdung (baht) und Verächtlichmachung (mukābara) zurückgreifen. Von Abū Sulaimān as-Sidschistānī wird berichtet, dass er den Kalām-Vertretern Fanatismus (taʿaṣṣub), Autoritätsgläubigkeit und mangelnde Lauterkeit (qillat at-tanazzuh) vorwarf. Sein Schüler Abū Haiyān at-Tauhīdī spricht dem Kalām in seinem Werk al-Muqābasāt mit beißenden Worten jeglichen ethischen Wert ab:

„Der Kalām besteht in seiner Gänze aus Wortstreit, Abwehr, List, Irreführung, Vergleichung (tašbīh) und Entstellung (tamwīh), Verdünnung (tarqīq) und Ausschmückung (tarwīq), Täuschung (muḫātala) und Verstellung (tauriya). Er ist eine Hülse ohne Kern, ein Land ohne Ertrag, ein Weg ohne Laterne, ein Isnād ohne Text, Blätter ohne Früchte. Der Anfänger ist bei ihm töricht, der Fortgeschrittene zweifelnd, der Könner misstrauisch. Insgesamt ist sein Übel groß, sein Nutzen jedoch gering.“

Die Geisteshaltung der Mutakallimūn wurde auch von Averroes (gest. 1198) kritisiert. Er äußerte in seinem Werk al-Kašf ʿan manāhiǧ al-adilla, dass die Anhänger des Kalām diejenigen seien, von denen es im Koran (Sure 3:7 ) heißt, dass in ihren Herzen eine Abweichung ist und sie auf der Suche nach Zwist demjenigen im Koran folgen, was dunkel ist. Sie stellen nach Averroes eine kranke Minderheit innerhalb einer größeren gesunden Gruppe von Menschen dar, die sich nicht für die zweifelhaften Dinge interessieren und der sowohl die Gelehrten als auch die Volksmenge angehören. Die Krankheit in den Herzen der Kalām-Anhänger zeigt sich nach Averroes darin, dass sie Unklarheiten auslösen, indem sie über die Religion etwas ausdrücklich aussagen, was Gott nicht erlaubt hat. So sei zum Beispiel in der Offenbarung keine Aussage darüber zu finden, ob Gott mit einem in der Zeit entstandenen oder einem anfangsewigen Willen wolle.

## Die Kalām-Kritik bei den Wolga-Ural-Tataren in Russland
Sehr kritische Positionen gegenüber dem Kalām findet man später bei den Wolga-Ural-Tataren in Russland. So verfasste der hanafitische Gelehrte ʿAbd ar-Rahīm ibn ʿUthmān al-Bulghārī (gest. 1834) eine umfangreiche Schrift mit dem Titel Inqāḏ al-hālikīn min al-mutakallimīn („Rettung der Verlorenen vor den Mutakallimūn“), in der er seine Ablehnung des Kalām formulierte. Auch der Reformgelehrte Schihāb ad-Dīn al-Mardschānī (gest. 1889), der als ein Vorbereiter der dschadidistischen Bewegung gilt, äußerte sich in dieser Weise. Er rechnete die Kalām-Methode zu den haltlosen Methoden, die aufgrund von Natur sowie schierer Gier und Leidenschaft aufgestellt werden.

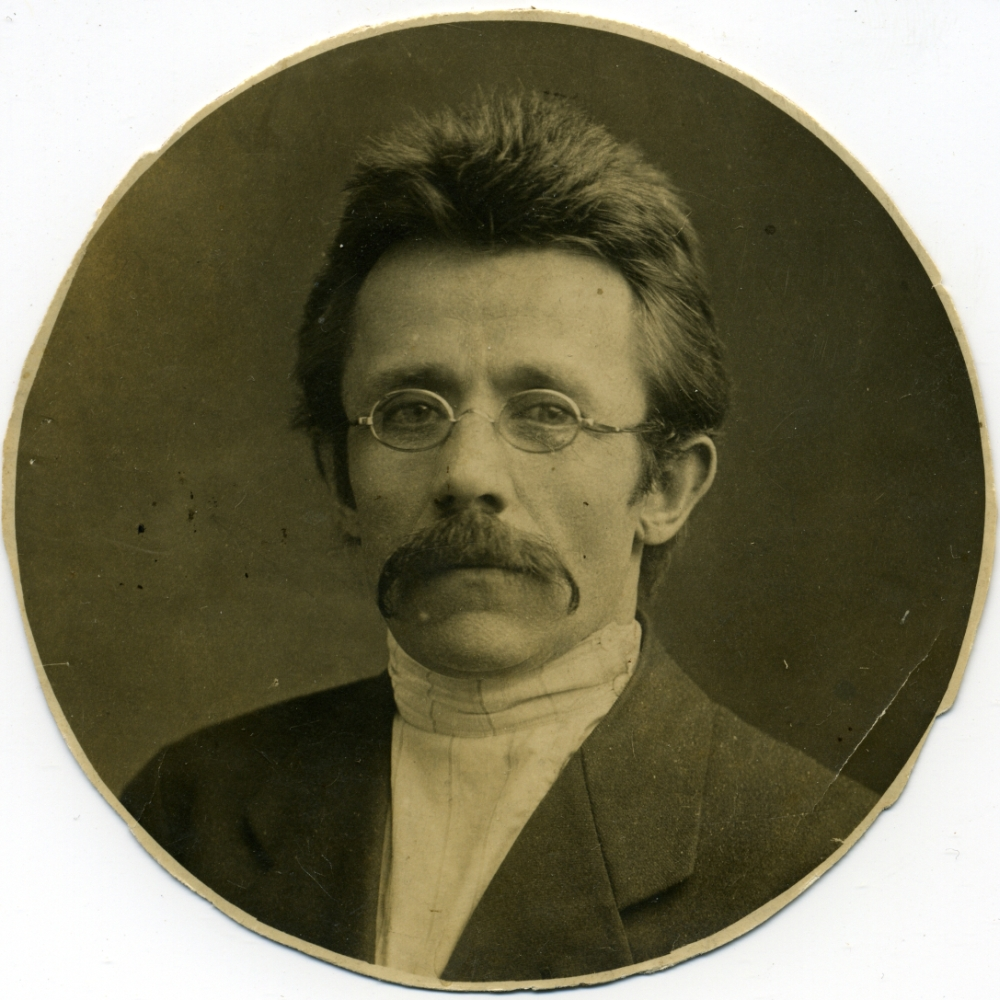
Musa Bigiyef, einer der schärfsten modernen Kritiker des Kalām

Später trat vor allem der tatarische Gelehrte Musa Bigiyef (gest. 1949), der den Dschadidisten zugerechnet wird, mit Kalām-Kritik hervor. Er knüpfte an die traditionalistische Kalām-Kritik an, vermischte sie aber mit progressivem Reformdenken. Schon im Jahre 1907 nahm er in seiner kommentierten Übersetzung von Abū l-ʿAlāʾ al-Maʿarrīs Luzūmīyāt einen Vers des Dichters, in dem von dem „Dissens der Lehrrichtungen“ (iḫtilāf al-maḏāhib) die Rede ist, zum Anlass, um auszurufen:

„Wieviel Millionen bedauernswerte Muslime sind durch die auf Unwissenheit, Dummheit, Fanatismus, Feindseligkeit und Sophisterei errichteten Kalām-Lehrrichtungen im Tal der Verirrung den Pranken des Satans ausgeliefert worden! Wieviel Millionen Gläubige sind in Glaubenszweifel gestürzt worden, weil nutzlose, unverstandene Dinge und jeder Grundlage entbehrende Probleme unter den Dogmen eingeordnet wurden!“

An der gleichen Stelle beklagt Bigiyef, dass „die Krankheit der Kalām-Anhänger“ (kelāmīyūnuñ marażı) alle Muslime erfasst habe und die Kalām-Bücher sich „wie eine Heuschreckenplage“ (belā-yi cerād gibi) in allen islamischen Ländern verbreitet hätten. In Medresen, ja sogar in Koranschulen bleibe für anderes als die Lektüre dieser Bücher keine Zeit mehr. Zwangsläufig hätten sich die islamischen Schulen mit den notwendigen und nützlichen Wissenschaften nicht beschäftigt, so dass jahrhundertelang die großen Köpfe des Islams ihre Lebenszeit mit nutzlosen Dingen vergeudet hätten.
In einem anderen Buch, das Bigiyef 1912 veröffentlichte und in dem er die Ursachen des Niedergangs der islamischen Welt reflektierte, schrieb er, dass er sich früher gewundert habe, warum die großen muslimischen Rechtsgelehrten die Kalām-Wissenschaften in schärfster Weise verboten hätten. Auch habe er nicht gewusst, warum man diese Wissenschaften Kalām genannt habe. Nachdem er viel Zeit mit diesen Wissenschaften verschwendet habe, habe er aber schließlich verstanden, dass man sie deswegen so genannt habe, weil sie keinen praktischen Nutzen böten, sondern nur leeres Gerede seien. Bigiyef beklagt, dass Kalām-Bücher, die sinnlose, leere und nutzlose Theorien erörtern und auf dieser Grundlage alle Wissenschaften in Abrede stellen, überall in den islamischen Ländern abgefasst und durch die Regierungen verbreitet würden. Wenn man diese Bücher lese, wundere man sich und beginne die Mutakallimūn zu verachten, die die Gesamtheit der darin behandelten Fragen als „islamische Glaubenslehre“ bezeichneten. Die islamische Welt ist nach Bigiyefs Meinung deswegen stagniert und hat einen Niedergang erlebt, weil man sich zu der Zeit, in der sich die Westeuropäer von der Macht der Kirche befreiten, in der islamischen Welt eingebildeten Mutakallimūn verfallen sei und sich in den Medresen damit beschäftigt habe, Super-Kommentare zu den Kalām-Büchern zu studieren. Auf diese Weise sei die reine und einfache „göttliche Lehre“ (ʿaqīde-yi ilāhiyye) des Islams durch die Barbarismen (cehliyyāt) der Kalām-Wissenschaften beschmutzt und verfälscht worden.
In einer anderen Schrift, in der er über das Curriculum der Medresen reflektierte, formulierte Bigiyef noch schärfere Kritik an den Mutakallimūn: Sie hätten ihre Kalām-Hirngespinste (vehmiyyāt-i kelāmiyye) als eindeutige Beweise (edille-yi qaṭʿiyye) betrachtet und dann in die Scharia-Texte hineingelesen; sodann hätten sie jeden, der ihre Ideen nicht akzeptiert, mit großer Dreistigkeit für ungläubig oder irregeleitet erklärt. Obwohl bei dogmatischen Fragen nach der Scharia Eindeutigkeit (qaṭʿiyyet) notwendig sei, seien die Vertreter des Kalām ziemlich häufig von diesem geraden Weg abgewichen und hätten sich auf Mutmaßungen gestützt. Indem sie Probleme, die ihnen selbst nicht verständlich seien, mit zerstörerischer Wirkung für den Islam in die Dogmatik einbrachten, hätten sie den Muslimen das Leben schwer gemacht und Verwirrung in ihren Herzen hervorgerufen. Insofern sei es angemessen, den Zustand der Kalām-Vertreter als Fehlerhaftigkeit (quṣūr) und Falschheit (ḫiyānet) zu bezeichnen. Der Mensch, der den Glauben suche, laufe beim Studium der Kalām-Wissenschaft Gefahr, durch die Verwirrung, die von den Meinungsverschiedenheiten im Kalām ausgehe, seinen Glauben zu verlieren. Deshalb sei es besser, die Schüler in den religiösen Schulen nur in Naturwissenschaften wie Zoologie, Botanik, Metallurgie und Astronomie und dem Koran zu unterrichten. Auf die Kalām-Wissenschaft könne man hingegen ganz verzichten. Der größte Fehler der Kalām-Vertreter besteht nach Bigiyef darin, dass sie den Menschen die intellektuelle Freiheit nehmen wollen und keine Achtung vor wissenschaftlichen Erwägungen haben. Außerdem verstießen sie gegen die Regeln wissenschaftlicher Zusammenkünfte, indem sie sich beeilten, ihre Gegner ins Unrecht zu setzen.
Aufgrund der unterschiedlichen Bewertungen des Kalāms wurde auch die Beschäftigung mit ihm normenrechtlich sehr unterschiedlich eingeordnet. So konstatiert der maturiditische Gelehrte Abū l-Yusr al-Bazdawī (gest. 1099) in seinem Kitāb Uṣūl ad-Dīn einen Dissens unter den muslimischen Gelehrten über das Erlernen und Unterrichten der Kalām-Wissenschaft sowie die Abfassung von Werken darüber: Während die Allgemeinheit der Mutakallimūn der ahl as-sunna wa-l-ǧamāʿa, womit er seine eigene Schule meinte, sowie die Aschʿariten und Muʿtaziliten dies für zulässig hielten, war die Allgemeinheit der Traditionisten (muḥaddiṯūn) der Auffassung, dass dies unzulässig sei.

### Orientsprachliche Quellen (chronologisch geordnet)
- al-Ǧāḥiẓ (gest. 869): Fī ṣināʿat al-kalām, in Rasāʾil al-Ǧāhiẓ, ed. ʿAbd as-Salām M. Hārūn. Kairo 1979. Bd. IV, S. 241–250. Digitalisat – Deutsche Zusammenfassung bei Oskar Rescher: Excerpte und Übersetzungen aus den Schriften des Philologen und Dogmatikers Ǧâḥiẓ aus Baçra (150–250 H.) nebst noch unveröffentlichten Originaltexten. Stuttgart 1931. S. 159–163.
- Abū l-Ḥusain al-Ḫaiyāṭ (gest. ca. 913): Kitāb al-intiṣār wa-r-radd ʿalā Ibn-ar-Rāwandī al-mulḥid. Ed. Henrik Nyberg. Maṭbaʿat Dār al-Kutub al-Miṣrīya, Kairo, 1925. Digitalisat
- al-Fārābī (gest. 950): Iḥṣāʾ al-ʿulūm. Ed. ʿUṯmān Amīn. 2. Aufl. Dār al-Fikr al-ʿarabī, Kairo, 1949. S. 107–113. Digitalisat
- Al-Fārābī: Kitāb al-Ḥurūf. Ed. Muḥsin Mahdī. Dar al-Mashriq, Beirut, 1969. Digitalisat
- Ibn an-Nadīm (gest. 995): al-Fihrist. Ed. Riḍā Taǧaddud. 3. Aufl. Dār al-Masīra, Beirut, 1988. S. 201–247. Digitalisat
- ʿAbd al-Ǧabbār ibn Aḥmad (gest. 1024): Faḍl al-iʿtizāl wa-ṭabaqāt al-Muʿtazila. Ed. Fuʾād Saiyid. Tunis 1974. Digitalisat
- Abū l-Faḍl ar-Rāzī (gest. 1062): Aḥādīṯ fī ḏamm al-kalām wa-ahlihī. Ed. Nāṣir ibn ʿAbd ar-Raḥmān al-Ǧadīʿ. Dār Aṭlas, Riad 1996. Digitalisat
- Abū Ḥaiyān at-Tauḥīdī (gest. 1032): Risāla fī l-ʿulūm. Ed. Marc Bergé in Bulletin d'études orientales 18 (1963–1964) 241–300. Hier S. 261–63, 293f.
- ʿAbdallāh al-Anṣārī (gest. 1087): Ḏamm al-kalām wa-ahlihī. Ed. Abū Ǧābir al-Anṣārī. 5 Bde. Maktabat al-Ġurabāʾ al-aṯarīya, Amman o. D. Digitalisat
- al-Baihaqī (gest. 1066): Manāqib aš-Šāfiʿī. Ed. Aḥmad Ṣaqar. Dār at-Tūrāṯ, Kairo, 1970, Bd. I, S. 452–470. Digitalisat
- Abū l-Yusr al-Bazdawī (gest. 1099): Kitāb Uṣūl ad-Dīn. Ed. Hans-Peter Linss und Aḥmad Ḥiǧāzī as-Saqqā. Al-Maktaba al-Azharīya li-t-Tūrāṯ, Kairo 2003. S. 15f. Digitalisat
- al-Ġazālī (gest. 1111): Iḥyāʾ ʿulūm ad-dīn. Dār Ibn Ḥazm, Beirut, 2005. S. 111–117. Digitalisat – Deutsche Übersetzung von Hans Bauer: Die Dogmatik al-Ghazālī's nach dem II. Buche seines Hauptwerkes. Buchdruckerei des Waisenhauses, Halle a. S., 1912. S. 17–32. Digitalisat
- al-Ġazālī: Faiṣal at-tafriqa bain al-islām wa-z-zandaqa. Ed. Maḥmūd Bīǧū. Ohne Ort, 1993. S. 75–80. Digitalisat – Deutsche Übersetzung in Frank Griffel: Über Rechtgläubigkeit und Toleranz. Spur Verlag, Zürich, 1998. S. 82–85.
- al-Ġazālī: al-Munqiḏ min aḍ-ḍalāl. Ed. Farid Jabre. Collection Unesco, Beirut 1959. S. 16. Digitalisat – Deutsche Übersetzung von ʿAbd-Elṣamad ʿAbd-Elḥamīd Elschazlī unter dem Titel Der Erretter aus dem Irrtum. Meiner, Hamburg 1988. S. 13f. Digitalisat
- al-Ġazālī: al-Mustaṣfā fī ʿilm al-uṣūl. Ed. Ḥamza ibn Zuhair Ḥāfiẓ. al-Ǧāmiʿa al-islāmīya, Medina, 1993/94. Bd. I, S. 12–17. Digitalisat
- Ibn ʿAsākir (gest. 1176): Tabyīn kaḏib al-muftarī fī-mā nusiba ilā l-imām Abī l-Ḥasan al-Ašʿarī. Damaskus, 1347h (= 1928 n. Chr.). S. 333ff. Wikisource-Dokument – Engl. Übersetzung in Richard J. McCarthy: The Theology of al-Ashʿarī. Imprimerie Catholique, Beirut, 1953. S. 183–187.
- Averroes (gest. 1198): al-Kašf ʿan manāhiǧ al-adilla fī ʿaqāʾid al-milla. Ed. Marcus Joseph Müller. G. Franz, München, 1859. S. 27–135. Digitalisat – Deutsche Übersetzung: Marcus Joseph Müller: Philosophie und Theologie von Averroes. G. Franz, München, 1875. S. 29–135. PDF
- Maimonides (gest. 1204): Dalālat al-ḥāʾirīn. Ed. Hüseyin Atay. Ankara Üniversitesi Basımevi, 1974. S. 180–229. Digitalisat. – Englische Übersetzung von Michael Friedländer unter dem Titel The Guide for the perplexed. 2. Aufl. Routledge, London 1910. S. 107–144. Digitalisat – Deutsche Übersetzung (mit Kommentar) von Adolf Weiß unter dem Titel Führer der Unschlüssigen; 3. Aufl. Meiner, Berlin 1923/24. Philosophische Bibliothek 184a-c, Hamburg 1995, ISBN 3-7873-1144-0 (Online-Ausgabe der Erstausgabe, UB Frankfurt).
- Faḫr ad-Dīn ar-Rāzī (gest. 1209): Manāqib al-imām aš-Šāfiʿī. Ed. Aḥmad Ḥiǧāzī as-Saqqā. Maktabat al-Kullīya al-Azharīya, Kairo, 1986. S. 99–106. Digitalisat
- Ibn Qudāma al-Maqdisī (gest. 1223): Taḥrīm an-naẓar fī kutub ahl al-kalām. Ediert u. übersetzt von George Makdisi unter dem Titel „Censure of speculative theology“. Luzac, London, 1962.
- al-ʿAllāma al-Ḥillī (gest. 1325): Nihāyat al-marām fī ʿilm al-kalām Ed. Fāḍil al-ʿIrfān. Muʾassasat al-imām aṣ-Ṣādiq, Qom, 1430h (= 2009 n. Chr.). S. 5–14. Digitalisat
- Ibn Taimīya (gest. 1329): Darʾ taʿārūḍ al-ʿaql wa-n-naql. Ed. Muḥammad Rašād Sālim. 2. Aufl. Al-Maktaba al-ʿArabīya as-Suʿūdīya, Riad, 1991. Bd. I, S. 25–78. Digitalisat
- Ǧalāl ad-Dīn as-Suyūṭī (gest. 1505): Ṣaun al-manṭiq wa-l-kalām ʿan fannai al-manṭiq wa-l-kalām. Ed. Sāmī an-Naššār, Suʿād ʿAlī ʿAbd ar-Rāziq. Maǧmaʿ al-buḥūṯ al-islāmīya, Kairo, 1970. Digitalisat
- Muḥammad ibn Abī-Bakr Sāčaqlızāde: Tartīb al-ʿulūm. Ed. Muḥammad Ismāʿīl as-Saiyid Aḥmad. Dār al-Bašā'ir al-Islāmīya, Beirut, 1988. S. 143–49. Digitalisat
- Muhsin-i Fânî ez-Zâhirî (Pseudonym für Hüseyin Kazım Kadri, gest. 1934): „Yeni İlm-i Kelam yazılmalı mı, yazılmamalı mı?“ in Sebil ür-Reşad 21/532-3 (17 Schawwal 1341 = 2. Juni 1923) 92f.
- Musa Bigiyef (gest. 1949): Halk nazarına bir niçe mesele. Ümid Matbaası, Kazan, 1912 (Digitalisat).
- Musa Bigiyef: Edebiyât-ı Arabiyye ile Ulûm-i İslâmiyye. Ed. Ferhat Koca. Ankara Okul Yayınları, Ankara, 2019.

### Sekundärliteratur
- Binyamin Abrahamov: „The attitude of Jaʿfar al-Ṣādiq and ʿAlī al-Riḍā toward kalām and rational reasoning“ in Jerusalem Studies in Arabic and Islam 31 (2006) 196–208.
- Mohammad Al Hashash: Zwischen Tradition und Aufbruch: die Ablehnung und Verleumdung der spekulativen Theologie Ḏamm al-Kalām wa-ahlih in der Frühzeit des Islam; Ursachen und Folgen Univ. Diss.  Bonn 1999.
- Michael Kemper: Sufis und Gelehrte in Tatarien und Baschkirien, 1789–1889. Der islamische Diskurs unter russischer Herrschaft. Klaus Schwarz, Berlin, 1998. S. 220–225, 247–253. Digitalisat
- Henri Laoust: «Šāfiʿī et le kalām après Rāzī» in Recherches d'islamologie: Recueil d'articles offert à Georges C. Anawati et Louis Gardet par leurs collègues et amis.  Peeters, Louvain, 1977. S. 389–400.

## Belege
1. ↑  ʿAbdallāh al-Anṣārī: Ḏamm al-kalām wa-ahlihī. Bd. IV, S. 204.
2. ↑  ʿAbdallāh al-Anṣārī: Ḏamm al-kalām wa-ahlihī. Bd. IV, S. 142, 171, 224.
3. ↑  Henri Laoust: La profession de foi d'Ibn Baṭṭa. Institut Français de Damas, Damaskus, 1958. Arab. Text S. 32, französische Übersetzung S. 56.
4. ↑  F. C. de Blois: „Zindīq“ in The Encyclopaedia of Islam. New Edition Band 11, S. 510–513.
5. ↑  ʿAbdallāh al-Anṣārī: Ḏamm al-kalām wa-ahlihī. Bd. IV, S. 354f.
6. ↑  ʿAbdallāh al-Anṣārī: Ḏamm al-kalām wa-ahlihī. Bd. IV, S. 227.
7. ↑  Abū Nuʿaim al-Iṣfahānī: Ḥilyat al-Auliyāʾ wa-ṭabaqāt al-aṣfiyāʾ. 10 Bde. Reprint Dār al-kutub al-ʿilmīya, Beirut, 1987. Bd. IX, S. 10f. Digitalisat
8. ↑  ʿAbdallāh al-Anṣārī: Ḏamm al-kalām wa-ahlihī. Bd. IV, S. 222.
9. ↑  al-Muwaffaq al-Makkī: Manāqib al-Imām al-aʿẓam Abī Ḥanīfa. Dār al-Maʿārif, Hyderabad, 1321h (= 1903/04 n. Chr.). S. 114f. Digitalisat
10. ↑  Ṭāškubrizāda: Miftāḥ as-saʿāda wa-miṣbāḥ as-siyāda. Bd. II, S. 135.
11. ↑  Burhān-ad-Dīn Maḥmūd Ibn Māza: al-Muḥīṭ al-burhānī fī l-fiqh an-Nuʿmānī. Ed. ʿAbd al-Karīm Sāmī al-Ǧundī. 9 Bde. Dār al-kutub al-ʿilmīya, Beirut, 2004. Bd. I, S. 406. Online-Version
12. ↑  ʿAbdallāh al-Anṣārī: Ḏamm al-kalām wa-ahlihī. Bd. IV, S. 210.
13. ↑  ʿAbdallāh al-Anṣārī: Ḏamm al-kalām wa-ahlihī. Bd. IV, S. 211.
14. ↑  ʿAlī al-Qārī: Minaḥ ar-rauḍ al-azhar fī šarḥ al-Fiqh al-akbar. Ed. Wahbī S. Ġāwǧī. Dār al-Bašāʾir al-islāmīya, Beirut, 1998. S. 29f. Digitalisat
15. ↑  Vgl. dazu Henri Laoust: «Šāfiʿī et le kalām après Rāzī». 1977, S. 391–393.
16. ↑  ʿAbdallāh al-Anṣārī: Ḏamm al-kalām wa-ahlihī. Bd. IV, S. 307.
17. ↑  ʿAbdallāh al-Anṣārī: Ḏamm al-kalām wa-ahlihī. Bd. IV, S. 308.
18. ↑  Faḫr ad-Dīn ar-Rāzī: Manāqib al-imām aš-Šāfiʿī. 1986, S. 99f.
19. ↑  Faḫr ad-Dīn ar-Rāzī: Manāqib al-imām aš-Šāfiʿī. 1986. S. 100.
20. ↑  Ibn ʿAsākir: Tabyīn kaḏib al-muftarī fī-mā nusiba ilā l-imām Abī l-Ḥasan al-Ašʿarī. 1928, S. 336.
21. ↑  Faḫr ad-Dīn ar-Rāzī: Manāqib al-imām aš-Šāfiʿī. 1986, S. 100.
22. ↑  al-Baihaqī: Manāqib aš-Šāfiʿī. 1970, Bd. I, S. 460.
23. ↑  Faḫr ad-Dīn ar-Rāzī: Manāqib al-imām aš-Šāfiʿī. 1986, S. 99. Siehe auch ʿAbdallāh al-Anṣārī: Ḏamm al-kalām wa-ahlihī. Bd. IV, S. 294, und Abū Nuʿaim al-Iṣfahānī: Ḥilyat al-Auliyāʾ wa-ṭabaqāt al-aṣfiyāʾ. 10 Bde. Reprint Dār al-kutub al-ʿilmīya, Beirut, 1987. Bd. IX, S. 116. Digitalisat
24. ↑  ʿAbdallāh al-Anṣārī: Ḏamm al-kalām wa-ahlihī. Bd. IV, S. 7f.
25. ↑  as-Suyūṭī: Ṣaun al-manṭiq wa-l-kalām ʿan fannai al-manṭiq wa-l-kalām. Bd. I, S. 52.
26. ↑  ʿAbdallāh al-Anṣārī: Ḏamm al-kalām wa-ahlihī. Bd. IV, S. 354f.
27. ↑  ʿAbdallāh al-Anṣārī: Ḏamm al-kalām wa-ahlihī. Bd. IV, S. 299.
28. ↑  ʿAbdallāh al-Anṣārī: Ḏamm al-kalām wa-ahlihī. Bd. IV, S. 281.
29. ↑  al-Baihaqī: Manāqib aš-Šāfiʿī. 1970, Bd. I, S. 465, 467.
30. ↑  Aḥmad ibn Yaḥyā Ibn-al-Murtaḍā: Kitāb Ṭabaqāt al-Muʿtazila. Ed. Susanna Diwald-Wilzer. Steiner, Wiesbaden, 1961. S. 125, Zeile 7f. Digitalisat
31. ↑  ʿAbdallāh al-Anṣārī: Ḏamm al-kalām wa-ahlihī. Bd. IV, S. 311.
32. ↑  Ibn Qudāma al-Maqdisī: Taḥrīm an-naẓar fī kutub ahl al-kalām. 1962, arab. Text S. 17, engl. Übers. S. 11f.
33. ↑  al-Ġazālī: Iḥyāʾ ʿulūm ad-dīn. 2005, S. 112. – Deutsche Übers. H. Bauer S. 20.
34. ↑  Ibn al-Ǧauzī: Manāqib al-Imām Aḥmad ibn Ḥanbal. Ed. ʿAbdallāh ibn ʿAbd al-Muḥsin at-Turkī. Dār Haǧar, Giza, 1988. S. 210. Digitalisat
35. ↑  ʿAbdallāh al-Anṣārī: Ḏamm al-kalām wa-ahlihī. Bd. IV, S. 361.
36. ↑  ʿAlī ibn Mūsā Ibn Ṭāwūs: Kašf al-maḥaǧǧa li-ṯamarāt al-muhǧa. Al-Maṭbaʿa al-Ḥaidarīya, Nadschaf, 1950. S. 18f.
37. ↑  Ibn Bābawaih: Kitāb at-Tauḥīd. Ed. as-Saiyid Hāšim al-Ḥasanī aṭ-Ṭahrānī. Dār al-Maʿrifa, Beirut, o. D. S. 459. Link zum Digitalisat
38. ↑  Abrahamov: „The attitude of Jaʿfar al-Ṣādiq and ʿAlī al-Riḍā toward kalām“. 2006, S. 206.
39. ↑  al-Ḫaiyāṭ: Kitāb al-intiṣār. 1925, S. 4, Zeile 7f.
40. ↑  al-Ǧāḥiẓ: Fī ṣināʿat al-kalām. 1979, S. 246.
41. 1 2  al-Ǧāḥiẓ: Fī ṣināʿat al-kalām. 1979, S. 248.
42. ↑  al-Ǧāḥiẓ: Fī ṣināʿat al-kalām. 1979, S. 249f.
43. ↑  Ibn Kaṯīr: al-Bidāya wa-n-nihāya. Ed. Ḥasan Ismāʿīl Marwa. 2. Aufl. Dar Ibn Kaṯīr, Damaskus-Beirut, 2010. Bd. XI, S. 141. Digitalisat.
44. ↑  Abū Ǧaʿfar Muḥammad b. Ǧarīr aṭ-Ṭabarī: Taʾrīḫ ar-rusul wa-l-mulūk. Hrsg. von M. J. de Goeje. Leiden 1879–1901. Bd. III, S. 2131, Zeile 5f. Digitalisat
45. ↑  Josef van Ess: Disputationspraxis in der islamischen Theologie. Eine vorläufige Skizze. In: Revue des Etudes Islamiques. Band 44, 1976, S. 23–60. Hier S. 49.
46. ↑  Muḥammad ibn Muḥammad Ibn Abī Yaʿlā: Ṭabaqāt al-Ḥanābila. Ed. Muḥammad Ḥāmid al-Faqī. Maṭbaʿat as-Sunna al-Muḥammadīya, Kairo, 1952. Bd. II, S. 27. Digitalisat
47. ↑  Ibn ʿAbd al-Barr:  Ǧāmiʿ bayān al-ʿilm wa-faḍli-hi. Ed. Abū l-Ašbāl az-Zuhairī. Dār Ibn al-Ǧauzī, Riad, 1994. S. 943.
48. ↑  Ibn al-Ǧauzī: Kitāb Aḫbār aṣ-ṣifāt. Ed. Merlin Swartz. Brill, Leiden 2002. S. 14. Digitalisat
49. ↑  Ibn ʿImād: Šaḏarāt aḏ-ḏahab fī aḫbār man ḏahab. Ed. ʿAbd al-Qādir und Maḥmūd al-Arnāʾūṭ. Dār Ibn Kaṯīr, Damaskus, 1986. Bd. VI, S. 211. Digitalisat.
50. ↑  Ibn Qudāma al-Maqdisī: Taḥrīm an-naẓar fī kutub ahl al-kalām. 1962, arab. Text S. 17f, engl. Übers. S. 12.
51. ↑  Sebastian Günther: Der šāfiʿitische Traditionalist Abū Sulaimān al-Ḫaṭṭābī und die Situation der religiösen Wissenschaften im 10. Jahrhundert, in Zeitschrift der Deutschen Morgenländischen Gesellschaft 146 (1996): 61–91. Hier S. 63. Digitalisat
52. ↑  Siehe Lutz Berger: „Geschieden von allem außer Gott“: Sufik und Welt bei Abū ʿAbd ar-Raḥmān as-Sulamī (936 - 1021). Olms, Hildesheim 1998. S. 120–125.
53. ↑  ʿAbdallāh al-Anṣārī: Ḏamm al-kalām wa-ahlihī. Bd. IV, S. 407.
54. ↑  ʿAbdallāh al-Anṣārī: Ḏamm al-kalām wa-ahlihī. Bd. IV, S. 410f.
55. ↑  ʿAbdallāh al-Anṣārī: Ḏamm al-kalām wa-ahlihī. Bd. IV, S. 414.
56. 1 2  as-Suyūṭī: Ṣaun al-manṭiq wa-l-kalām ʿan fannai al-manṭiq wa-l-kalām. Bd. I, S. 68.
57. ↑  ʿAbdallāh al-Anṣārī: Ḏamm al-kalām wa-ahlihī. Bd. IV, S. 8.
58. ↑  Serge de Laugier de Beaurecueil: Khwādja ʿAbdullāh Anṣārī: (396-481 H. / 1006–1089); mystique hanbalite. Imprimerie Catholique, Beirut, 1965. S. 139–143.
59. ↑  ʿAbdallāh al-Anṣārī: Ḏamm al-kalām wa-ahlihī. Bd. IV, S. 115.
60. 1 2 3  al-Bazdawī: Kitāb Uṣūl ad-Dīn. 2003, S. 15.
61. ↑  Ibn ʿAbd al-Barr:  Ǧāmiʿ bayān al-ʿilm wa-faḍli-hi. Ed. Abū l-Ašbāl az-Zuhairī. Dār Ibn al-Ǧauzī, Riad, 1994. S. 942. Digitalisat
62. ↑  Ibn an-Nadīm: al-Fihrist. 1988, S. 205.
63. ↑  al-Ašʿarī: Risālat Istiḥsān al-ḫauḍ fī ʿilm al-kalām. Ediert und übersetzt von Richard J. McCarthy in: The Theology of al-Ash'ari. Beirut: Imprimerie Catholique 1953. Hier S. 89 (arab. Teil) und S. 122f (engl. Teil).
64. ↑  ʿAbd al-Ǧabbār ibn Aḥmad: Faḍl al-iʿtizāl wa-ṭabaqāt al-Muʿtazila. 1974, S. 184.
65. ↑  Ibn ʿAsākir: Tabyīn kaḏib al-muftarī fī-mā nusiba ilā l-imām Abī l-Ḥasan al-Ašʿarī. 1928, S. 359.
66. ↑  al-Baihaqī: Manāqib aš-Šāfiʿī. 1970, Bd. I, S. 454.
67. ↑  al-Baihaqī: Manāqib aš-Šāfiʿī. 1970, Bd. I, S. 467.
68. ↑  al-Baihaqī: Manāqib aš-Šāfiʿī. 1970, Bd. I, S. 458.
69. 1 2 3  Ibn ʿAsākir: Tabyīn kaḏib al-muftarī fī-mā nusiba ilā l-imām Abī l-Ḥasan al-Ašʿarī. 1928, S. 334.
70. ↑  al-Baihaqī: Šuʿab al-īmān. Ed. Abū Hāǧir M. Saʿīd Zaġlūl. Dār al-kutub al-ʿilmīya, Beirut, 2000. Bd. I, S. 96. Digitalisat
71. ↑  Faḫr ad-Dīn ar-Rāzī: Manāqib al-imām aš-Šāfiʿī. 1986. S. 103.
72. ↑  Tāǧ ad-Dīn as-Subkī: Ṭabaqāt aš-Šāfiʿīya al-kubrā. Ed. ʿAbd al-Fattāḥ Muḥammad Ḥulw und Maḥmūd Muḥammad Ṭanāḥī. Maṭbaʿat ʿĪsā al-Bābī al-Ḥalabī, Kairo 1967. Bd. II, S. 278f. Digitalisat
73. ↑  al-Bazdawī: Kitāb Uṣūl ad-Dīn. 2003, S. 15f.
74. ↑  Siehe zu dieser Fatwa John Hoover, Marwan Abu Ghazaleh Mahajneh: “Theology as Translation: Ibn Taymiyya's Fatwa Permitting Theology and Its Reception into His Averting the Conflict between Reason and Revealed Tradition (Darʾ Taʿāruḍ al‐ʿAql wa l-Naql)” in The Muslim World 108/1 (2018) 40-86.
75. ↑  Ibn Taimīya: Darʾ taʿārūḍ al-ʿaql wa-n-naql. 1991, Bd. I, S. 42.
76. ↑  Ibn Taimīya: Darʾ taʿārūḍ al-ʿaql wa-n-naql. 1991, Bd. I, S. 39.
77. ↑  Ibn Taimīya: Darʾ taʿārūḍ al-ʿaql wa-n-naql. 1991, Bd. I, S. 44f.
78. ↑  Ibn Taimīya: Darʾ taʿārūḍ al-ʿaql wa-n-naql. 1991, Bd. I, S. 43.
79. ↑  Ṭāškubrīzāda: Miftāḥ as-saʿāda wa-miṣbāḥ as-siyāda. Bd. II, S. 143.
80. ↑  Aḥmad ibn Ḥasan al-Bayāḍī: Išārāt al-marām min ʿibārāt al-imām. Muṣṭafā al-Bābī al-Ḥalabī, Kairo, 1949. S. 36. Digitalisat
81. ↑  Lāhīǧī: Šawāriq al-ilhām fī šarḥ Taǧrīd al-kalām. 2011/12, Bd. I, S. 50.
82. ↑  al-Ġazālī: Iḥyāʾ ʿulūm ad-dīn. 2005, S. 114. – Deutsche Übersetzung H. Bauer S. 25f.
83. 1 2  al-Ġazālī: Iḥyāʾ ʿulūm ad-dīn. 2005, S. 115. – Deutsche Übersetzung H. Bauer S. 27.
84. ↑  al-Ġazālī: Iḥyāʾ ʿulūm ad-dīn. 2005, S. 114. – Deutsche Übers. H. Bauer S. 23.
85. ↑  al-Ġazālī: Iḥyāʾ ʿulūm ad-dīn. 2005, S. 117. – Deutsche Übers. H. Bauer S. 32.
86. ↑  al-Ġazālī: Faiṣal at-tafriqa bain al-islām wa-z-zandaqa. 1993. S. 77. – Deutsche Übersetzung Fr. Griffel 1998. S. 83.
87. ↑  al-Ġazālī: Faiṣal at-tafriqa bain al-islām wa-z-zandaqa. 1993. S. 79. – Deutsche Übersetzung Fr. Griffel 1998. S. 84.
88. ↑  al-Ġazālī: Iḥyāʾ ʿulūm ad-dīn. 2005, S. 1604.
89. ↑  al-Ġazālī: Faiṣal at-tafriqa bain al-islām wa-z-zandaqa. 1993. S. 75. – Deutsche Übersetzung Fr. Griffel 1998. S. 82.
90. ↑  al-Ġazālī: Iḥyāʾ ʿulūm ad-dīn. 2005, S. 31.
91. ↑  al-Ġazālī: Ǧawāhir al-qurʾān. Ed. Muḥammad Rašīd Riḍā al-Qabbānī. Dār Iḥyāʾ al-ʿulūm, Beirut, 1990. S. 38–42. Digitalisat
92. ↑  al-Ġazālī: Iḥyāʾ ʿulūm ad-dīn. 2005, S. 111. – Deutsche Übers. H. Bauer S. 17.
93. ↑  al-Ġazālī: Iḥyāʾ ʿulūm ad-dīn. 2005, S. 116. – Deutsche Übers. H. Bauer S. 31f.
94. ↑  al-Ġazālī: Maǧmūʿat rasāʾil. Ed. Ibrāhīm Amīn Muḥammad. Al-Maktaba at-Taufīqīya, Kairo, S. 318. Digitalisat
95. ↑  al-Ġazālī: Iḥyāʾ ʿulūm ad-dīn. 2005, S. 116. – Deutsche Übers. H. Bauer S. 31.
96. ↑  al-Ġazālī: Iḥyāʾ ʿulūm ad-dīn. 2005, S. 115. – Deutsche Übers. H. Bauer S. 28.
97. ↑  al-Ġazālī: Faiṣal at-tafriqa bain al-islām wa-z-zandaqa. 1993. S. 78f. – Deutsche Übersetzung Fr. Griffel 1998. S. 83f.
98. ↑  al-Ġazālī: al-Munqiḏ min aḍ-ḍalāl. 1959, S. 16. – Deutsche Übersetzung Elschazlī S. 13f.
99. ↑  Vgl. ʿAbd-Elṣamad ʿAbd-Elḥamīd Elschazlīs Erklärungen in seiner deutschen Übersetzung der Schrift Der Erretter aus dem Irrtum. Meiner, Hamburg 1988. S. 87f.
100. ↑  Zur Datierung siehe George F. Hourani: “A Revised Chronology of Ghazālī’s Writings” in Journal of the American Oriental Society 104/2 (1984) 289–302. Hier S. 301f.
101. ↑  al-Ġazālī: al-Mustaṣfā fī ʿilm al-uṣūl. 1993/94, Bd. I, S. 16.
102. ↑  Aḥmad Ibn Ḥamdān: Ṣifat al-muftī wa-l-mustaftī. Ed. Muṣṭafā Abū Ǧanna. Dār aṣ-Ṣumaiʿī, Riad, 2015. S. 218. Digitalisat
103. ↑  Aḥmad Ibn Ḥamdān: Ṣifat al-muftī wa-l-mustaftī. Ed. Muṣṭafā Abū Ǧanna. Dār aṣ-Ṣumaiʿī, Riad, 2015. S. 225f. Digitalisat
104. ↑  Ṭāškubrīzāda: Miftāḥ as-saʿāda wa-miṣbāḥ as-siyāda. Bd. II, S. 139.
105. ↑  al-Fārābī: Risālat al-ʿAql. Ed. Maurice Bouyges. Imprimerie Catholique, Beirut, 1938. S. 7f. Digitalisat
106. 1 2  Abū Ḥaiyān at-Tauḥīdī: al-Muqābasāt. Ed. Ḥasan as-Sandūbī. Dār Suʿād aṣ-Ṣabbāḥ, Kuweit, 1992. S. 237. Digitalisat.
107. ↑  Maimonides: Dalālat al-ḥāʾirīn. 1974, S. 209f. - Engl. Übers. M. Friedländer. S. 130.
108. ↑  Abū Ḥaiyān at-Tauḥīdī: Al-Baṣāʾir wa-ḏ-ḏaḫāʾir. Ed. Widād al-Qāḍī. Dār Ṣādir, Beirut, 1988. Bd. III, S. 46, Nr. 118 Digitalisat
109. ↑  Joel Kraemer: Philosophy in the Renaissance of Islam. Abū Sulaymān as-Sijistānī and his Circle. Brill, Leiden, 1986. S. 248f.
110. ↑  Abū Muḥammad ʿAbdallāh al-Baṭalyausī: Šarḥ al-muḫtār min Luzūmīyāt Abī l-ʿAlāʾ. Ed. Ḥāmid ʿAbd-al-Maǧīd. Erweiterte Auflage. Al-Haiʾa al-Miṣrīya al-ʿāmma li-l-kitāb, Kairo 1991. S. 410. Digitalisat
111. ↑  Averroes: al-Kašf ʿan manāhiǧ al-adilla fī ʿaqāʾid al-milla. 1859. S. 31–37. – Deutsche Übers. Müller S. 30–35.
112. ↑  Averroes: al-Kašf ʿan manāhiǧ al-adilla fī ʿaqāʾid al-milla. 1859. S. 32, Zeile 6f. – Deutsche Übers. Müller S. 31.
113. ↑  Averroes: al-Kašf ʿan manāhiǧ al-adilla fī ʿaqāʾid al-milla. 1859. S. 57, Zeile 17f. – Deutsche Übers. S. 55
114. ↑  Maimonides: Dalālat al-ḥāʾirīn. 1974, S. 183. - Engl. Übers. M. Friedländer. S. 110.
115. ↑  Maimonides: Dalālat al-ḥāʾirīn. 1974, S. 214. - Engl. Übers. M. Friedländer. S. 133.
116. ↑  Ibn Taimīya: ar-Radd ʿalā al-manṭiqīyīn. Ed. ʿAbd aṣ-Ṣamad Šaraf ad-Dīn. Idārat Tarǧumān as-sunna, Lahore, 1976. S. 395. Digitalisat
117. ↑  al-Ǧāḥiẓ: Fī ṣināʿat al-kalām. 1979, S. 245.
118. ↑  al-Ǧāḥiẓ: Fī ṣināʿat al-kalām. 1979, S. 246f.
119. ↑  al-Ǧāḥiẓ: Fī ṣināʿat al-kalām. 1979, S. 249.
120. ↑  Abū Ḥaiyān at-Tauḥīdī: Al-Baṣāʾir wa-ḏ-ḏaḫāʾir. Ed. Widād al-Qāḍī. Dār Ṣādir, Beirut, 1988. Bd. II, S. 105. Digitalisat
121. ↑  ʿAbdallāh al-Anṣārī: Ḏamm al-kalām wa-ahlihī. Bd. IV, S. 406.
122. ↑  al-Fārābī: Iḥṣāʾ al-ʿulūm. 1949, S. 112f.
123. ↑  Abū Ḥaiyān at-Tauḥīdī: al-Muqābasāt. Ed. Ḥasan as-Sandūbī. Dār Suʿād aṣ-Ṣabbāḥ, Kuweit, 1992. S. 194. Digitalisat
124. ↑  Averroes: al-Kašf ʿan manāhiǧ al-adilla fī ʿaqāʾid al-milla. 1859. S. 68, Zeile 13–17. – Deutsche Übers. S. 65.
125. ↑  Averroes: al-Kašf ʿan manāhiǧ al-adilla fī ʿaqāʾid al-milla. 1859. S. 91, Zeile 15–20. – Deutsche Übers. S. 85.
126. ↑  Kemper: Sufis und Gelehrte in Tatarien und Baschkirien, 1789–1889. 1998, S. 222f.
127. ↑  Šihāb ad-Dīn al-Marǧānī: Nāẓūrat al-ḥaqq fī farḍīyat al-ʿišāʾ wa-in lam yaġib aš-šafaq. Maṭbaʿ-i ḫizāne, Kasan, 1870. S. 10f. Digitalisat
128. ↑  Ahmet Kanlidere: Reform within Islam. The Tajdid and Jadid Movement among the Kazan Tatars (1809–1917). Conciliation or Conflict?. Eren, Istanbul, 1997. S. 34f.
129. 1 2  Musa Bigiyef: Feylesūf-i kebīr Imām Abī al-ʿAlā Aḥmad ibn ʿAbdallāh al-Maʿarrī ḥażretleriniñ al-Luzūmīyāt nāmında olan büyük es̱erinden intiḫāban tercüme Elektro-Tipografiya, Kasan, 1907. S. 61.
130. ↑  Bigiyef: Halk nazarına bir niçe mesele. 1912, S. 2.
131. ↑  Bigiyef: Halk nazarına bir niçe mesele. 1912, S. 17.
132. ↑  Bigiyef: Halk nazarına bir niçe mesele. 1912, S. 34.
133. ↑  Bigiyef: Halk nazarına bir niçe mesele. 1912, S. 16.
134. ↑  Bigiyef: Edebiyât-ı Arabiyye ile Ulûm-i İslâmiyye. 2019, S. 9f.
135. ↑  Bigiyef: Edebiyât-ı Arabiyye ile Ulûm-i İslâmiyye. 2019, S. 12f.
136. ↑  Bigiyef: Edebiyât-ı Arabiyye ile Ulûm-i İslâmiyye. 2019, S. 30.
137. ↑  Bigiyef: Edebiyât-ı Arabiyye ile Ulûm-i İslâmiyye. 2019, S. 31.